# Layne Staley
Layne Thomas Staley (wym. [leɪn ˈtɑməs ˈsteɪli], właśc. Layne Rutherford Staley; ur. 22 sierpnia 1967 w Bellevue, zm. 5 kwietnia 2002 w Seattle) – amerykański muzyk, kompozytor, wokalista i autor tekstów. Członek zespołu Alice in Chains oraz supergrupy Mad Season.
Przygodę z muzyką zaczynał od gry na perkusji w licealnym cover bandzie. W połowie lat 80. XX wieku pełnił rolę wokalisty w amatorskim zespole glammetalowym Sleze, przekształconym w 1986 na Alice N’ Chains. Rok później dołączył do nowo utworzonego zespołu Alice in Chains, jednego z najbardziej wpływowych rockowych wykonawców ze sceny Seattle w historii, z którym w latach 1987–2002 zrealizował trzy albumy studyjne. Największy rozgłos grupie przyniosła płyta Dirt (1992), wypełniona szczerymi tekstami Staleya o jego walce z nałogiem narkotykowym. W 1994 dołączył do supergrupy Mad Season, złożonej z muzyków Pearl Jamu i Screaming Trees. Nagrał z nią album Above (1995). Od tego czasu, z uwagi na pogłębiające się wieloletnie uzależnienie od heroiny, Staley ograniczał aktywność muzyczną. W 1998 wziął udział w ostatnim w swej karierze efemerycznym projekcie Class of ’99. Problemy zdrowotne, będące następstwem nasilającego się nałogu narkotykowego, powodowały coraz większą izolację muzyka, uniemożliwiając dalszą kontynuację działalności muzycznej. Sporadycznie współpracował z innymi artystami, występując gościnnie na ich wydawnictwach.
Znany z szerokiej skali głosu, wynoszącej 4 oktawy, Staley uznawany jest za jednego z najbardziej wpływowych wokalistów muzyki rockowej swojego pokolenia. W 2006 „Hit Parader” sklasyfikował go na 27. miejscu w rankingu „100 najlepszych metalowych wokalistów wszech czasów”. W uznaniu za jego dorobek artystyczny, proklamacją burmistrz Seattle, 22 sierpnia 2019 ogłoszono w mieście „dniem Layne’a Staleya”.

## Życiorys

### Rodzina i młodość

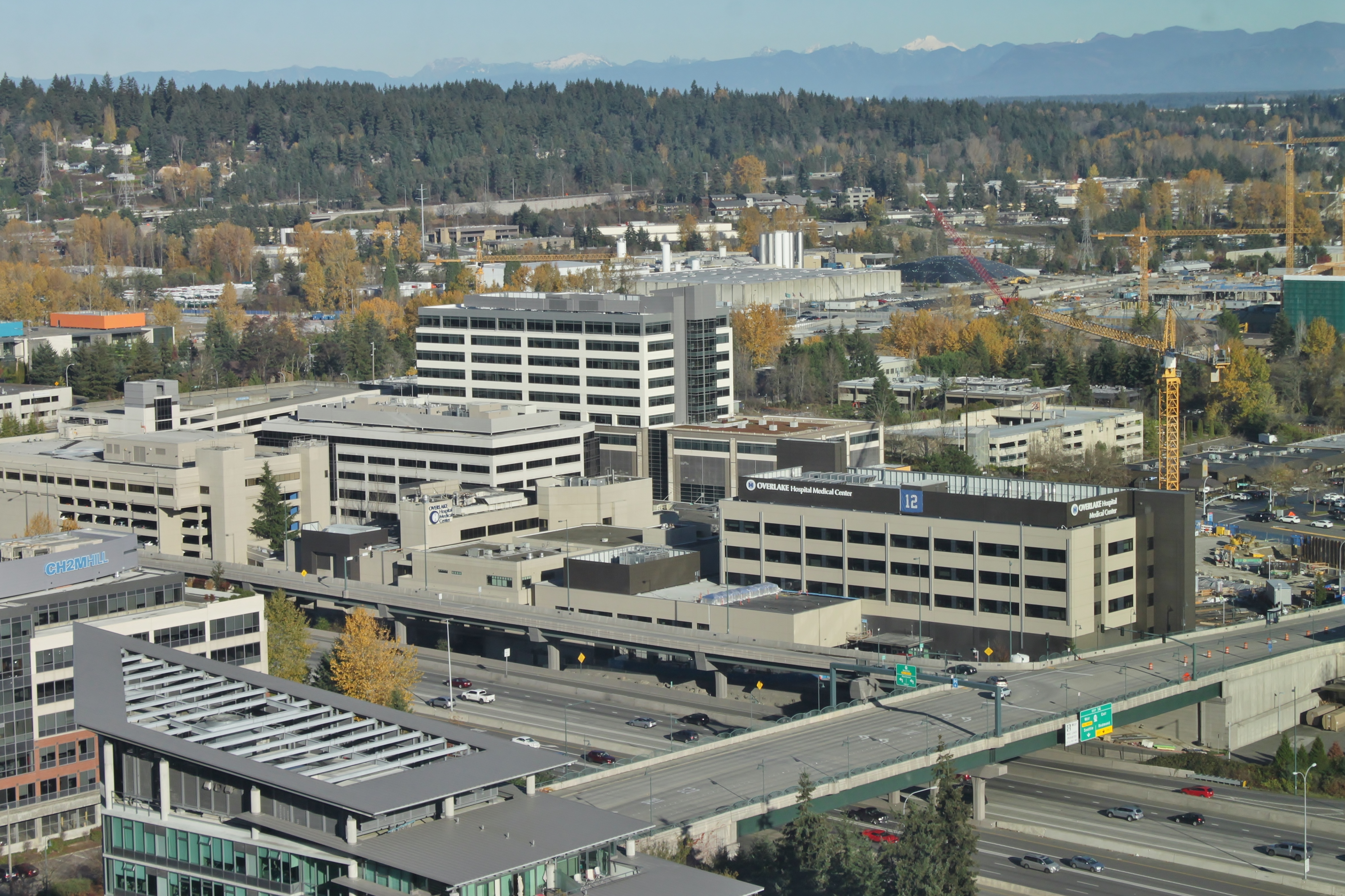
Overlake Hospital Medical Center (na zdj. w 2018), szpital, w którym urodził się Staley

Layne Rutherford Staley urodził się 22 sierpnia 1967 w Overlake Hospital Medical Center w Bellevue w stanie Waszyngton, jako jedyny syn 29-letniego Philipa „Phila” Blaira Staleya i 19-letniej Nancy Elizabeth (z domu Layne). Dorastał i wychowywał się w położonym wzdłuż wschodniego wybrzeża jeziora Washington Kirkland na przedmieściach Seattle. Jego rodzice pobrali się miesiąc po zaręczynach w lutym 1967 podczas prywatnej ceremonii, której przewodniczył pastor. Świadkami na ślubie byli Paul R. Staley, brat pana młodego, i Margaret Ann Layne, siostra panny młodej. Nancy Elizabeth Layne, najstarsza z trzech córek Roberta L. Layne’a i Ann J. Becker, studiowała na Cornish College of the Arts w Seattle. W 1966, będąc Miss Bellevue, startowała w konkursie na Miss stanu Waszyngton. Jej rodzice byli absolwentami Uniwersytetu Waszyngtońskiego, gdzie udzielali się na scenie kampusu w tamtejszej wspólnocie studenckiej. Philip Blair Staley, najstarszy z czterech synów Earla R. Staleya i Audrey Staley, kształcił się na Uniwersytecie w Denver w stanie Kolorado i był członkiem miejscowego bractwa Sigma Chi. W późniejszych latach, podobnie jak jego ojciec i dziadek Earl B. Staley (ur. 1884), prowadził biznes samochodowy. Przyszły muzyk miał młodszą siostrę Elizabeth „Liz” Audreyann Staley (ur. 1970), z którą łączyła go silna więź.
W kwietniu 1975, gdy Staley miał 7 lat, jego rodzice rozwiedli się po siedmiu latach bycia razem. Dwa miesiące później, 13 czerwca Nancy Elizabeth Layne wyszła za mąż za rzeczoznawcę bankowego Jamesa „Jima” Kennetha Elmera (1945–2017), który miał syna Kena (ur. 1968) z pierwszego małżeństwa. Staley, odnosząc się do rozwodu rodziców, wspominał: „Nie ma w tym głębokich, mrocznych tajemnic. Pamiętam, że czasami zastanawiałem się, gdzie jest mój tata, ale przez większą część czasu byłem zbyt zajęty bieganiem i zabawą”. Decyzją rodziny, za zgodą Philipa Staleya, Elmer formalnie adoptował Elizabeth „Liz” Audreyann jako swoją córkę. Przyszły muzyk – w przeciwieństwie do młodszej siostry – nie chciał być adoptowany, licząc na to, że biologiczny ojciec wróci do rodziny. Nigdy też formalnie nie zmienił nazwiska, mimo że w okresie nauki w szkole średniej przedstawiał się jako Layne Elmer. Prócz przybranego brata, miał też siostrę Jamie Brooke Elmer (ur. 1978).

#### Edukacja i zainteresowanie muzyką
Od wczesnego dzieciństwa wykazywał skłonność do kreatywności. Jego pierwszym wspomnieniem była muzyczna karuzela wisząca nad kołyską. Często rysował oraz układał klocki Lego lub Tinkertoy, wykazując przy tym pełne skupienie. W okresie edukacji nie udzielał się w zajęciach sportowych. Zamiast tego lubił obróbkę drewna oraz jazdę na deskorolce. Jak przyznawał, nienawidził szkoły i nie był zbyt lubiany.

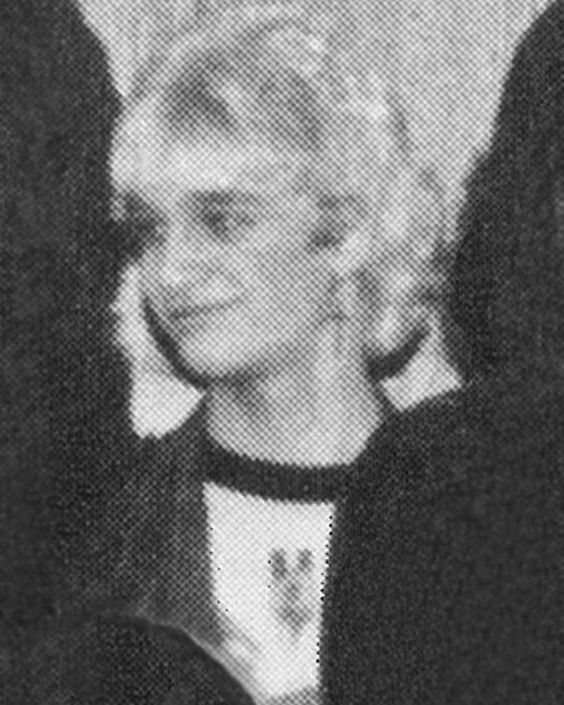
Layne Staley w okresie nauki w Meadowdale High School (1985)

Według słów matki, Staley od najmłodszych lat przejawiał zainteresowanie muzyką; gdy miał 2 lata jego ulubionym utworem był „Raindrops Keep Fallin’ on My Head” z repertuaru B.J. Thomasa, który próbował śpiewać, nie znając słów. W wieku 2 lub 3 lat udzielał się w małym dziecięcym zespole rytmicznym w Bellevue, prowadzonym przez panią Graham. Z kolei mając 9 lat napisał we własnym egzemplarzu książki All About Me Dr. Seussa, że pragnie zostać piosenkarzem. Po tym jak w czwartej klasie szkoły podstawowej podjął decyzję o tworzeniu muzyki jako sposobie na zarabianie pieniędzy, pożyczył od wujka Boba trąbkę i chciał zostać trębaczem, wzorując się na Herbie Alpercie. Grał również na klarnecie oraz słuchał ulubionych wykonawców rockowych, mając założone słuchawki i starając się ich naśladować.
W październiku 1975, razem z ojczymem, wziął udział w swoim pierwszym koncercie, którym był występ Eltona Johna w Seattle Center Coliseum. Mając 10 lub 12 lat, udał się wraz z grupą kolegów z sąsiedztwa na koncert Van Halen, który wywarł na nim silne wrażenie. W wieku 12 lat zaczął grać na pożyczonej do przyjaciela rodziny perkusji, lecz nie miał wystarczającego grona przyjaciół, z którym mógłby założyć zespół. Na przełomie lat 70. i 80. słuchał m.in. glam metalu i takich artystów, jak Ozzy Osbourne, Scorpions czy Twisted Sister. Gusta Staleya nie ograniczały się w owym czasie jedynie do hard rocka i heavy metalu. Wśród cenionych przez niego albumów były Rumours (1977) Fleetwood Mac i Glass Houses (1980) Billy’ego Joela.
8 września 1981 zaczął uczęszczać do Meadowdale High School w Lynnwood w stanie Waszyngton. Początkowo był jednym z najniższych chłopców w klasie, przez co niejednokrotnie mu dokuczano. W wyniku licznych konfliktów z rówieśnikami, stawał się zamknięty w sobie; zaczynał większą uwagę zwracać na muzykę i narkotyki. Wdawał się również w bójki. Sytuacje te powodowały, że rozważał zakończenie edukacji. Kiedy w krótkim czasie szybko urósł do sześciu stóp (183 cm), zmienił decyzję i postanowił kontynuować naukę, argumentując: „dziewczyny zaczęły mnie zauważać”. Nauczyciel Rick Throm, dostrzegając zamiłowanie Staleya do zajęć z przemysłowej obróbki drewna, zatrudnił go w swoim warsztacie za minimalną płacę, gdzie po szkole wykonywał różne prace, m.in. malował szopę.
Edukację zakończył 5 czerwca 1985, lecz nie uzyskał świadectwa ze szkoły średniej (wśród powodów wymieniano niezaliczenie jednego z przedmiotów lub brak jednego punktu). 4 grudnia 1985 dokumenty Staleya przesłano do Chrysalis School w Woodinville w stanie Waszyngton – gdzie zapisały się jego siostry – aby tam mógł uzyskać świadectwo. Zdaniem ojczyma nie podjął on tej próby, wobec czego formalnie naukę zakończył na poziomie Meadowdale High School.

#### Początki kariery muzycznej
W okresie nauki w szkole średniej Staley, razem z kilkoma rówieśnikami, występował w amatorskim cover bandzie. Mając 15 lat postanowił, że chce śpiewać. Decyzja o przejściu z perkusji na wokal była – zdaniem Davida de Soli, autora biografii Alice in Chains: The Untold Story (2015) – jedną z mających najważniejsze konsekwencje w jego życiu. Po odbytej kłótni z wokalistą cover bandu, który odmówił mu możliwości zaśpiewania jednego z utworów, opuścił szeregi zespołu. Zamienił swój zestaw perkusyjny w sklepie na efekt delay, mikrofon i przewód, po czym zaczął ćwiczyć w pokoju, który dzielił razem ze swoim przyrodnim bratem Kenem. Obydwaj przepisywali teksty utworów z repertuaru Scorpions, Twisted Sister i Van Halen, a następnie je śpiewali. Jak wspominał, „na początku byłem okropny, ale znalazłem swój instrument”. Staley – w okresie gdy zaczynał śpiewać – słuchał również takich artystów, jak Black Sabbath, Exodus, King Diamond, Metal Church, Metallica, Queensrÿche, Slayer oraz Venom. Jako swoje młodzieńcze inspiracje powoływał się na Iana Gillana z Deep Purple, Osbourne’a i swoją matkę, która jako jedyna z rodziny miała kontakt z muzyką.
W tym samym czasie pracował dorywczo w charakterze pomocnika kelnera i pomywacza we włoskiej restauracji, znajdującej się nieopodal domu. W wolnych chwilach kontynuował ćwiczenie śpiewu.

### Działalność artystyczna

#### Sleze, Alice N’ Chains

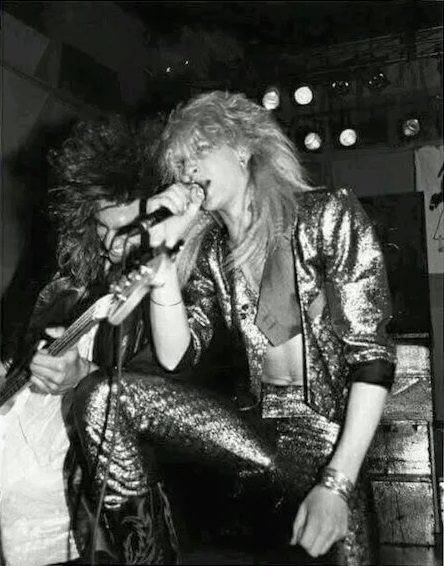
Staley podczas koncertu zespołu Alice N’ Chains (1986 lub 1987)

W 1984, pomimo wątpliwości, zgłosił się za namową Elmera na przesłuchanie do roli wokalisty w amatorskim zespole Sleze, w którym występowali uczniowie Shorewood High School z Shoreline – Byron Hansen, James Bergstrom, Johnny Bacolas i Zoli Semanate. Według źródeł pierwszym utworem zaśpiewanym przez Staleya na próbie była kompozycja „Looks That Kill” z repertuaru Mötley Crüe lub „L.O.V.E. Machine” W.A.S.P. Dodatkowo wykonał na perkusji wstęp do „Red Hot” Mötley Crüe z albumu Shout at the Devil (1983). Zrobiwszy swoim śpiewem i grą wrażenie na pozostałych członkach, został zaangażowany na stanowisko wokalisty. Koledzy z zespołu Sleze porównywali umiejętności nastoletniego Staleya do Vince’a Neila, choć w ocenie de Soli „jego głos był wciąż w surowej, nierozwiniętej formie, a on śpiewał w tym momencie tylko covery, wobec czego nie można było porównać jego brzmienia z wokalistami z przeszłości lub współczesnymi”.
Rozwijając styl wokalny, za namową Semanate, zakupił cyfrowe opóźnienie (ang. digital delay line), tworzące efekt echa na wokalu, i ćwiczył utwory „Metal Thrashing Mad” zespołu Anthrax, a także „Rod of Iron” Lizzy Borden. W późniejszych latach wspomniany efekt stał się częścią jego stylu wokalnego. Pierwszy koncert Sleze odbył się 4 lutego 1985 w Student Activities Center w Shorewood High School i zawierał covery, w tym m.in. „False Alarm” Armored Saint, „Looks That Kill” Mötley Crüe, „Black Magic” Slayera, „Countess Bathory” Venom, „L.O.V.E. Machine” W.A.S.P. i „Stakk Attakk” Wrathchild. W ciągu następnych miesięcy muzycy kontynuowali występy, biorąc m.in. udział w konkursie Battle of the Bands na torze w Lynnwood (podczas którego Staley zmagał się z problemami gardłowymi, powodowanymi przez anginę) i uczestnicząc w pokazie talentów w Lakeside School w Seattle oraz w Shorecrest High School w Shoreline.
Ukończywszy 18 lat i będąc fanem Tommy’ego Lee, drogą urzędową zmienił swoje drugie imię, przedstawiając się od tego czasu jako Layne Thomas Staley (choć według de Soli do zmiany drugiego imienia mogło dojść wcześniej). Jesienią 1985 Staley wziął udział w jednym z odcinków telewizyjnego talk-show Town Meeting, lokalnej stacji KOMO, w którym omawiano kontrowersyjny temat poruszania w tekstach seksistowskich i okultystycznych treści. W swej wypowiedzi wokalista stwierdził: „Nasze teksty są pozytywne – nie używamy wulgarnego języka ani nie śpiewamy o narkotykach i seksie – ale chcę tylko swobody w pisaniu o tym, o czym chcę”. Jego występ odnotował „The Seattle Times”. Był to pierwszy raz, gdy pojawił się w telewizji i był cytowany w prasie. Wyprowadziwszy się pod koniec roku z rodzinnego domu, wynajął mały pokoik, pełniący rolę schowka na miotły, w kompleksie Music Bank w Seattle, w którym czasowo zamieszkał i odbywał próby ze Sleze aż do momentu, gdy zwolnił się większy pokój.

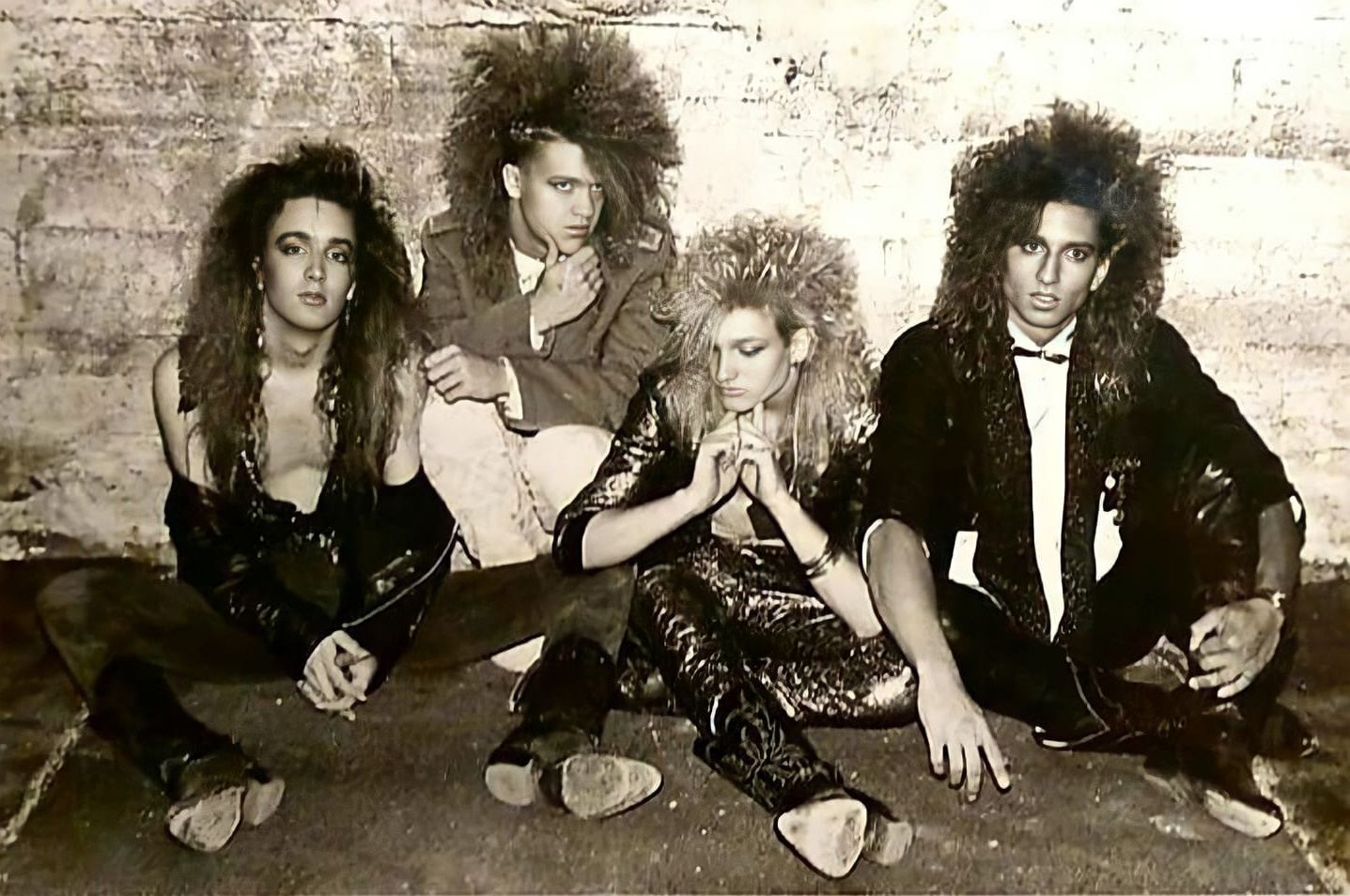
Alice N’ Chains na zdj. promocyjnym w 1987. Staley drugi od prawej

W 1986, przy pomocy producenta Tima Branoma, muzycy Sleze zarejestrowali w London Bridge Studio w Seattle demo, w skład którego weszły trzy utwory (materiał ukazał się na kasecie w styczniu 1987 w niespełna stu kopiach, rozdanych przez członków zespołu rodzinie i znajomym). Latem, wraz z gitarzystą Nickiem Pollockiem, który dołączył do zespołu w 1985, Staley pracował w fabryce Lancs Industries w Kirkland, zajmującej się produkcją urządzeń do wskazywania poziomu promieniowania. W tym samym roku zespół wystąpił w niskobudżetowym telewizyjnym filmie fabularnym Father Rock (reż. Thad Byrd), w którym wykonał dwa utwory, a Staley otrzymał drobną rolę, wypowiadając kilka kwestii w jednej ze scen.
Jesienią lub zimą 1986 Sleze zmieniło nazwę na Alice N’ Chains, a skład formacji stanowili: Staley (śpiew), Bacolas (gitara basowa), Pollock (gitara elektryczna) i Bergstrom (perkusja). Kwartet prezentował styl określony w późniejszym czasie przez Staleya jako „mieszanka glam i thrash metalu”, inspirowana w znacznej mierze dokonaniami Duran Duran, Mötley Crüe i Poison. Na koncertach muzycy często parodiowali występy Poison. Jeff Gilbert, dziennikarz lokalnej sceny, pozytywnie wyrażał się o zespole, podkreślając ich umiejętność do pisania i aranżowania utworów.
Na początku 1987 wokalista dostał pracę w Music Bank; pełnił funkcję zarządcy oraz był odpowiedzialny za nocne dyżury. W wolnych chwilach ćwiczył swój głos, wykonując między innymi utwór „You Spin Me Round (Like a Record)” z repertuaru Dead or Alive, oraz naśladował styl wokalny Jeffa L’Heureux z zespołu Mistrust. Późnym latem lub jesienią 1987 formacja Alice N’ Chains zagrała ostatni koncert w Ballard, północno-zachodniej dzielnicy Seattle, po czym rozpadła się. Istotny wpływ na decyzję o zakończeniu działalności miał fakt coraz większego zainteresowania narkotykami przez Staleya.

#### 40 Years of Hate
| „Gdy ich spotkałem [Alice N’ Chains] ich piosenki były naprawdę okropne. Layne nie wiedział nic o tworzeniu piosenek. Nie wiedział nic o dynamice. On naprawdę tylko krzyczał wbrew muzyce.”– Ron Holt |

W sierpniu 1987 Pollock poznał ze sobą Staleya i gitarzystę Jerry’ego Cantrella. Muzyk zaprosił Cantrella, który w owym czasie nie miał stałego miejsca do mieszkania, by przeprowadził się do kompleksu Music Bank, którym zarządzał. „Poznałem Jerry’ego zupełnie niespodziewanie […] Nie miał rodziny w okolicy, więc trochę zmagał się z trudnościami. Nie miał pieniędzy, miejsca na nocleg ani niczego. A ja, będąc kompletnie pijanym, zaoferowałem zupełnie obcej osobie miejsce na nocleg, ubrania, jedzenie i instrumenty muzyczne” – wspominał.
Po rozwiązaniu Alice N’ Chains, Staley (śpiew), Bergstrom (perkusja akustyczna) oraz Dave Martin (perkusja elektryczna) dołączyli do efemerycznego projektu 40 Years of Hate, którego inicjatorem był Ron Holt (gitara basowa). Mimo że Holt wyrażał krytyczną ocenę na temat działalności poprzedniej formacji Staleya, a jego samego uważał za „zbyt zielonego”, to był pod wrażeniem wykonania przez wokalistę kompozycji „Party People”, której był autorem, podczas jednej z prób. Bergstrom opisywał muzykę zespołu jako „pół-industrialny rodzaj hard funku, kombinacja ciężkiego rocka”. Z kolei Holt postrzegał ją jako „pedalską nowofalową bzdurę”, a sam materiał porównywał do albumu The Land of Rape and Honey (1988) zespołu Ministry. Styl 40 Years of Hate obejmował również elementy elektroniczne, a muzycy korzystali z syntezatorów.
Jesienią 1987 Cantrell postanowił utworzyć nowy zespół. Skład uzupełnili basista Mike Starr i perkusista Sean Kinney. Na mocy wypracowanego porozumienia Staley, będąc zaangażowanym w działalność 40 Years of Hate, jammował z nowym projektem Cantrella, który z kolei grał na gitarze w formacji Holta. Zespół 40 Years of Hate miał opracowanych tuzin utworów, z czego cztery znalazły się na demie 1988 Full of Pain, Full of Hate, nagranym jesienią 1987. Formacja uległa rozwiązaniu na początku 1988, a Staley na stałe dołączył do zespołu Cantrella.

#### Alice in Chains

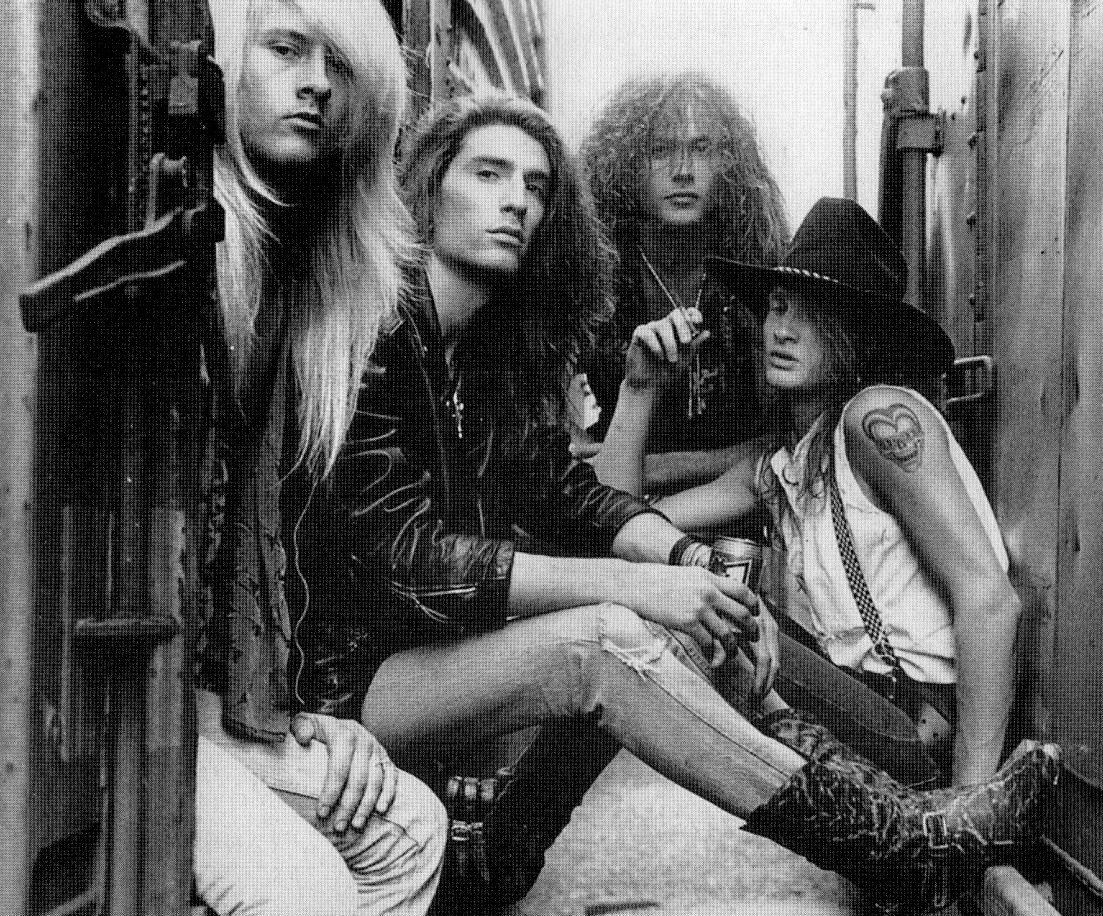
Alice in Chains na zdj. promocyjnym w 1988. Staley pierwszy z prawej

Pierwszy koncert grupy Alice in Chains (występującej w owym czasie pod nazwą Diamond Lie) miał miejsce 15 stycznia 1988 w Kane Hall na Uniwersytecie Waszyngtońskim. Następnie muzycy nagrali w Issaquah w stanie Waszyngton demo The Treehouse Tapes, po czym zaczęli koncertować w lokalnych klubach. Latem grupa oficjalnie zmieniła nazwę z Diamond Lie na Alice in Chains i zarejestrowała w Seattle drugie demo, którego proces produkcji wykonał Rick Parashar. Utwory zespołu były prezentowane w lokalnej rozgłośni KISW w audycji New Music Hour. 11 września 1989 grupa podpisała kontrakt z wytwórnią Columbia, i to jej nakładem opublikowała latem 1990 debiutancki minialbum We Die Young. 21 sierpnia na rynku ukazał się pierwszy album studyjny Alice in Chains – Facelift, wyprodukowany przez Dave’a Jerdena. Krytycy charakteryzowali go jako „głośną, brutalną, wyciskającą godzinę rocka, pochłoniętą metalem, opartą na bluesie spod znaku Black Sabbath, Deep Purple i Motörhead”, a także jako „jeden z najważniejszych albumów w gatunku grunge’u i rocka alternatywnego, łączący przy tym fanów hard rocka i heavy metalu” .
W ramach promocji zespół Alice in Chains intensywnie koncertował, m.in. pełniąc rolę supportu przed takimi artystami jak Extreme czy Iggy Pop w Ameryce Północnej oraz przed The Almighty i Megadeth w Europie. Wiosną i latem 1991 grupa otwierała koncerty dla thrashmetalowych zespołów Anthrax, Megadeth i Slayer w ramach amerykańskiej części trasy Clash of the Titans. W trakcie jej trwania wielokrotnie dochodziło do słownych potyczek między Staleyem, a nieprzychylną częścią publiki. 6 lipca Facelift uplasował się na 42. pozycji w zestawieniu Billboard 200, a dwa miesiące później – 11 września – jako pierwszy grunge’owy album z Seattle, uzyskał certyfikat złotej płyty, za sprzedaż 500 tys. egzemplarzy w Stanach Zjednoczonych. Do sukcesu Facelift przyczynił się singel „Man in the Box”; napisany przez Staleya utwór, w którym wokalista poruszył temat cenzury medialnej, zapewnił grupie ogólnokrajowy rozgłos, a teledysk uzyskał regularną rotację w MTV . Zespół stał się pierwszym wykonawcą, kojarzonym z nurtem grunge’owym, który osiągnął sukces radiowy. Od sierpnia do stycznia 1992 Alice in Chains brali udział w tournée For Unlawful Carnal Knowledge Tour, otwierając koncerty dla Van Halen w Ameryce Północnej.

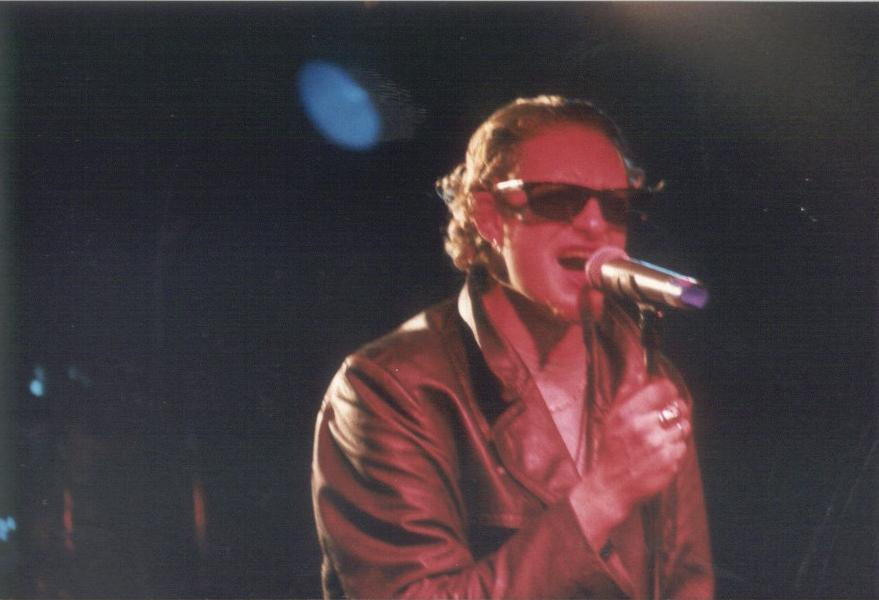
Staley podczas koncertu zespołu Alice in Chains w Bostonie (1992)

Na fali pozytywnego przyjęcia Facelift, Staley odczuwał pierwsze oznaki rozpoznawalności i rosnące zainteresowanie jego osobą, którego nie znosił. „To mnie przeraża. Ludzie traktują mnie jak obiekt. Nie jestem już człowiekiem. Jestem tylko towarem, który ma zostać sprzedany. Ludzie tak naprawdę nie wiedzą kim jestem” – wspominał. Jerden porównywał to przez co przechodził muzyk z beatlemanią. Alice in Chains, razem z Nirvaną, Pearl Jamem i Soundgarden, przyczynili się do spopularyzowania grunge’u, który w szybkim tempie przebił się do mainstreamu, osiągając szczyt zainteresowania, a wspomniane zespoły regularnie gościły w programach na antenach MTV, grały wyprzedane koncerty również poza Stanami Zjednoczonymi oraz osiągały wielomilionowe nakłady sprzedaży swoich płyt.
Narastający problem z uzależnieniem od heroiny spowodował, że na przełomie roku Staley był zmuszony udać się na leczenie odwykowe. 4 lutego 1992 zespół opublikował utrzymany w stylistyce muzyki akustycznej minialbum Sap, wyprodukowany przez Parashara. 29 września miała miejsce premiera drugiego albumu studyjnego Alice in Chains – Dirt, uznawanego za opus magnum wydane w złotym okresie subkultury grunge’owej, a także arcydzieło w dorobku zespołu. Płytę pilotował singel z utworem „Would?”, który ukazał się latem i promował ścieżkę dźwiękową do filmu Samotnicy (1992, reż. Cameron Crowe). Tworząc warstwę liryczną wokalista postanowił wykorzystać własne doświadczenie z walki z uzależnieniem od narkotyków; w utworach „Sickman” i „Junkhead” w dobitny sposób opisał zmagania z nałogiem. „Płyta prowadzi nas utwór po utworze od gloryfikacji narkotyków po zupełne przygnębienie i podważenie sensu czegoś, co kiedyś mi pomagało. Pod koniec widać wyraźnie, że nie wyszło tak dobrze, jak się spodziewałem” – argumentował. Zdaniem de Soli Staley „napisał na tym albumie ponure, brutalnie szczere obrazy uzależnienia od narkotyków”. Powrót do nałogu przez wokalistę w trakcie sesji miał bezpośrednie przełożenie na jego relacje z Jerdenem, który ponownie zajął się produkcją.

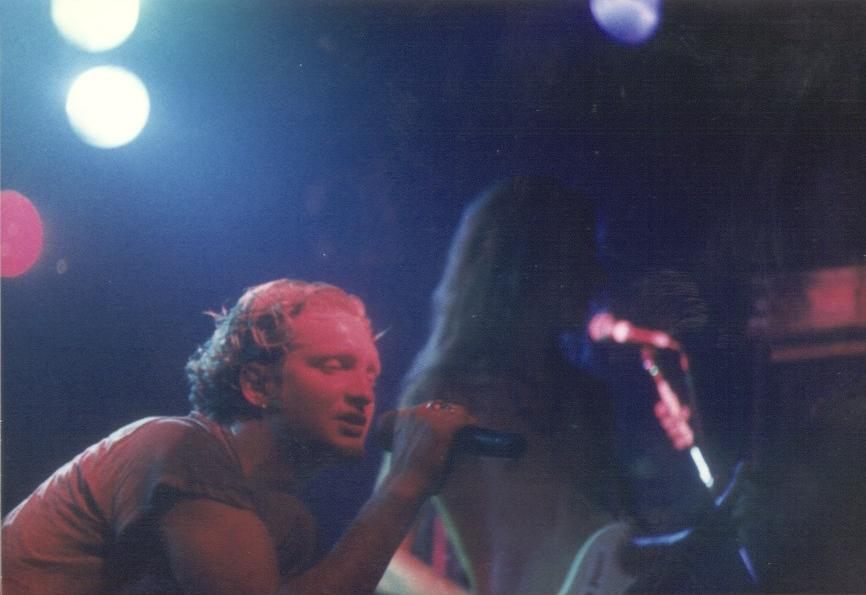
Staley i Cantrell w trakcie koncertu Alice in Chains (1992)

17 października Dirt zadebiutował na 6. miejscu w zestawieniu Billboard 200 oraz zapewnił zespołowi sukces komercyjny. Uzależnienie Staleya było często pojawiającym się tematem w wywiadach prasowych i telewizyjnych, a także miało bezpośredni wpływ na występy zespołu; podczas wykonywania utworu „God Smack” w Dallas w stanie Teksas muzyk „dźgał” się mikrofonem w ramię, symulując w ten sposób zażywanie narkotyków za pomocą igły. Grupa rozpoczęła trasę promocyjną jeszcze przed premierą albumu, a jesienią poprzedzała koncerty Ozzy’ego Osbourne’a w ramach No More Tours w Ameryce Północnej. W wyniku doznanego złamania lewej stopy w trakcie jazdy quadem, podczas części koncertów Staley występował na scenie o kulach i na wózku inwalidzkim.
Po dwóch koncertach na kontynencie południowoamerykańskim, w styczniu 1993 w zespole doszło do zmiany personalnej; miejsce Starra zajął Mike Inez, współpracujący z Osbourne’em. Grupa kontynuowała trasę promującą, koncertując w Ameryce Północnej i Europie. W trakcie występu w sztokholmskim klubie Cirkus 8 lutego, Staley dwukrotnie uderzył w twarz jednego z uczestników koncertu, wykonującego nazistowskie gesty. Powróciwszy do Stanów Zjednoczonych muzycy zagrali w kwietniu krótką trasę. Od czerwca do sierpnia występowali, m.in. obok Babes in Toyland, Front 242, Primusa, Rage Against the Machine i Toola, jako jeden z headlinerów na głównej scenie w ramach festiwalu Lollapalooza. Podczas wybranych koncertów Staley śpiewał gościnnie z Front 242 i Toolem. Kontynuację tournée stanowiły występy w Europie oraz po raz pierwszy w Japonii i Australii. Była to ostatnia tak duża trasa, w której brał udział.
25 stycznia 1994 grupa opublikowała akustyczny minialbum Jar of Flies. Promujący go singel „No Excuses” jako pierwszy w dorobku zespołu dotarł na szczyt notowania Mainstream Rock Songs „Billboardu”. 12 lutego minialbum zadebiutował na 1. miejscu w zestawieniu Billboard 200, przechodząc do historii jako pierwszy album wydany w formacie EP, który tego dokonał. 28 maja Staley wystąpił gościnnie na koncercie Toola w ramach wydarzenia Rockstock w Kitsap County Fairgrounds w Bremerton w stanie Waszyngton, wykonując partie wokalu w kompozycji „Opiate”. Jak relacjonował „Seattle Post-Intelligencer”, muzyk „wyglądał chorowicie i nosił wełnianą maskę narciarską, aby ukryć twarz”. Pogłębiające się uzależnienie Staleya od heroiny miało bezpośredni wpływ na dalszą działalność Alice in Chains; po tym jak wokalista pojawił się na próbie pod wpływem narkotyków, Kinney odmówił dalszej chęci grania z nim, przez co zespół był zmuszony odwołać letnią trasę z Metalliką i występ na festiwalu w Woodstock w Saugerties w stanie Nowy Jork. Podczas przerwy od Alice in Chains Staley podejmował kolejne próby rzucenia heroiny oraz znalazł inne ujście dla swojej muzycznej kreatywności.

#### Mad Season

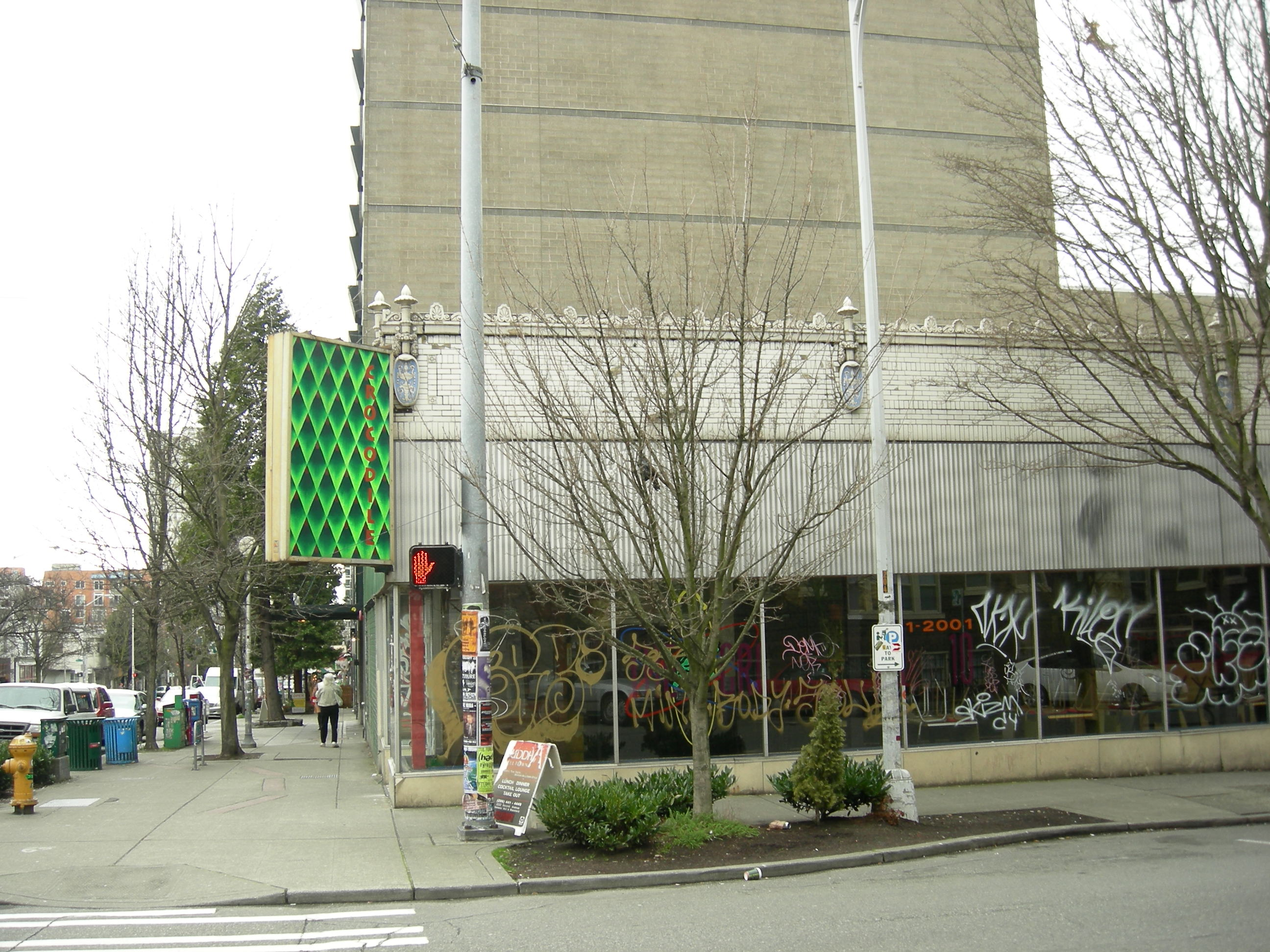
Crocodile Cafe w Seattle (na zdj. w 2008), klub, w którym debiutowała i występowała supergrupa Mad Season

W drugiej połowie 1994 gitarzysta Pearl Jamu, Mike McCready oraz basista John Baker Saunders zaczęli pracować nad nowym projektem muzycznym. Do udziału w nim zaprosili perkusistę Screaming Trees, Barretta Martina. Jako ostatni skład uzupełnił Staley, którego muzycy odwiedzali w domu. Odbywszy wspólnie dwie lub trzy próby 8 października zorganizowali w lokalnym klubie Crocodile Cafe pierwszy koncert, występując na nim jako Gacy Bunch. Pierwotnie McCready planował realizację dema, lecz Staley opowiadał się za nagraniem pełnometrażowego albumu studyjnego. Zmieniwszy nazwę na Mad Season, członkowie supergrupy przystąpili do prac nad nowym materiałem – czego efektem była płyta Above, opublikowana 14 marca 1995 nakładem wytwórni Columbia. Jej produkcją zajął się dźwiękowiec Pearl Jamu, Brett Eliason. Album promował singel „River of Deceit”, do którego Staley napisał tekst inspirując się powieścią Prorok Khalila Gibrana z 1923. Utwór odniósł umiarkowany sukces w radiu, docierając do 2. pozycji na liście Mainstream Rock Songs „Billboardu”.
Nasilający się problem Staleya z uzależnieniem miał wpływ na nagrywanie albumu; Eliason wspominał, że „byliśmy w swego rodzaju zmowie z jego współlokatorem [Bacolasem], który pomagał Layne’owi wstać z kanapy i kierował, gdzie trzeba”. Na pytanie producenta, czemu sobie to robi, muzyk odpowiadał: „Albo będę pił, albo brał. A picie jest dla mnie trudniejsze”. Frontman Mudhoney, Mark Arm, który spotkał Staleya przy okazji koncertu Mad Season w ramach audycji Eddiego Veddera Self Pollution Radio, wspominał: „Pamiętam wchodzącego Layne’a – włosy miał ułożone w koka na czubku głowy. Był wychudzony i dosłownie zielonkawo-szary. Trudno mi było na niego spojrzeć. Nawet nie miałem odwagi aby z nim porozmawiać. Cała ta sytuacja sprawiła, że poczułem ból, który przypomniał mi o moich złych czasach”.
29 kwietnia 1995 zespół Mad Season zagrał koncert w Moore Theatre w Seattle. Jego zapis ukazał się na VHS Live at The Moore (1995). W latach 1994–1995 Staley wielokrotnie występował gościnnie podczas lokalnych koncertów grupy Bacolasa i Bergstroma Second Coming, wykonując partie wokalne w utworze „It’s Coming After”. Śpiewał również utwory Alice in Chains, w tym „Man in the Box”, „Would?” i „No Excuses” na koncertach cover bandu FTA (Second Coming występował pod taką nazwą w trakcie kilku koncertów). MTV News, otrzymawszy kasetę z nagraniem jednego z koncertów, opublikowało materiał na ten temat. Publiczne występy wokalisty w Seattle rodziły w prasie liczne spekulacje o rzeczywisty powód odwołania trasy przez Alice in Chains, ponieważ było to sprzeczne z treścią wydanego komunikatu prasowego, z którego wynikało, że Staley nie jest zdolny do występowania na scenie.

#### Powrót do Alice in Chains

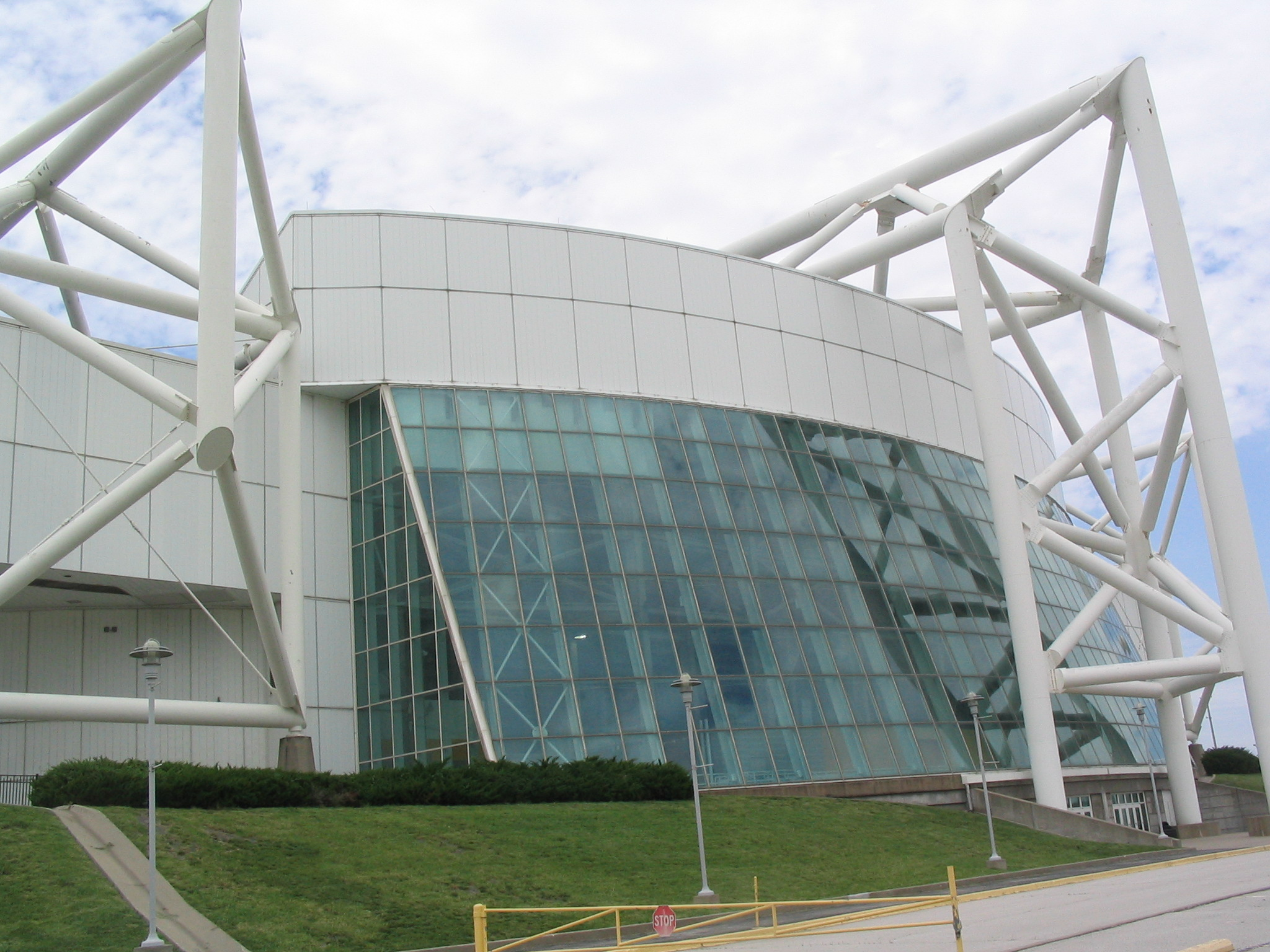
Kemper Arena, miejsce ostatniego koncertu Staleya z Alice in Chains

Latem 1995 wokalista powrócił do Alice in Chains, choć zdaniem jego matki, w latach 90. rozważał on możliwość wycofania się z zespołu, by móc skoncentrować się na własnych problemach zdrowotnych. 7 listopada na rynku ukazał się trzeci album studyjny grupy – Alice in Chains, wyprodukowany przez Toby’ego Wrighta . Płytę promował singel „Grind” autorstwa Cantrella, będący odpowiedzią zespołu w stronę przedstawicieli prasy, rozsyłających nieprawdziwe informacje na temat Staleya i samej grupy; wokalista był w owym czasie obiektem zainteresowania mediów, przez co tworzyły się na jego temat różne spekulacje – wielokrotnie podawano, że muzyk miał amputowane palce u rąk i nóg z powodu zgorzeli oraz że choruje na AIDS lub nie żyje. Według Gillian G. Gaar, redaktorki „The Rocket”, tego rodzaju plotki były wynikiem „błędnego wyobrażenia” osób, które widziały wokalistę i niepokoiły się jego wyglądem oraz stanem zdrowia. W trakcie sesji nagraniowej Staleya do walki z nałogiem mobilizowała m.in. menedżerka zespołu Susan Silver, która wspominała, że miała „wciąż ściśnięte serce z powodu sytuacji Layne’a”.
25 listopada album, podobnie jak epka Jar of Flies, zadebiutował na szczycie notowania Billboard 200. Jon Wiederhorn, dziennikarz „Rolling Stone’a”, otrzymawszy propozycję napisania artykułu o grupie, udał się do Seattle, gdzie przeprowadzał wywiady z każdym z muzyków. Podczas rozmowy Staley nie przyznał, że jego uzależnienie od heroiny stanowi problem, lecz wyrażał ubolewanie z powodu niezrozumienia przez fanów jego przesłania na temat narkotyków, mówiąc: „Nie chciałem, żeby moi fani myśleli, że heroina jest fajna. Ale zdarzały się sytuacje, kiedy podchodzili do mnie z kciukiem uniesionym do góry i mówili, że są naćpani. Dokładnie tego nie chciałem”. Gdy po wyjściu z łazienki zapomniał założyć rękawiczek, Wiederhorn dostrzegł u niego czerwone, okrągłe ślady nakłucia od nadgarstka do knykci lewej ręki.
Artykuł ukazał się w lutowym wydaniu magazynu. Okładka, którą zdobiło zdjęcie muzyka z podpisem The Needle & the Damage Done: Alice in Chains’ Layne Staley (będące nawiązaniem do utworu Neila Younga z 1972, traktującego o heroinie), wzbudziła kontrowersje; wokalista poczuł się urażony, ponieważ artykuł w sposób wyraźny sugerował, że to on jako jedyny w zespole był uzależniony, podczas gdy w owym czasie każdy z pozostałych członków zmagał się z różnymi problemami.
Grupa zrezygnowała z trasy promującej płytę, ograniczając się do pojedynczych występów; 10 kwietnia 1996 muzycy zagrali w ramach cyklu MTV Unplugged w Majestic Theatre w Brooklyn Academy of Music w Nowym Jorku. Zapis nagrania wydano 30 lipca na albumie koncertowym Unplugged, który 17 sierpnia zadebiutował na 3. miejscu w notowaniu Billboard 200. Na przełomie czerwca i lipca Alice in Chains poprzedzal w Stanach Zjednoczonych występy Kiss w ramach Alive/Worldwide Tour. Staley początkowo nie był przychylny powrotowi na scenę i odmówił, lecz ostatecznie zmienił zdanie. Po koncercie w Kemper Arena w Kansas City w stanie Missouri 3 lipca, trafił nieprzytomny do miejscowego szpitala w wyniku przedawkowania heroiny. Był to ostatni publiczny występ w jego karierze.

#### Współpraca i ścieżki dźwiękowe
W listopadzie 1991, w trakcie sesji do drugiego minialbumu Alice in Chains – Sap, wokalista, wraz z pozostałymi członkami zespołu, a także z Chrisem Cornellem z Soundgarden i Markiem Armem z Mudhoney, nagrał pod szyldem efemerycznego projektu Alice Mudgarden akustyczny utwór „Right Turn”, który znalazł się na wspomnianej epce.
W 1993 Staley wziął udział w nagraniach do jedenastego albumu studyjnego Heart – Desire Walks On (1993), wykonując partie wokalne w kompozycji „Ring Them Bells” z repertuaru Boba Dylana, oryginalnie pochodzącej z płyty Oh Mercy z 1989 (pierwotnie miał wystąpić Cornell, lecz A&M nie wyraziło zgody na publikację). Jak wspominała Nancy Wilson: „Gdy Layne w końcu zgodził się zaśpiewać z nami ten numer, uznałyśmy, że wspaniale, że niech da nam chwilę i już idziemy, ale on powiedział, że nie, że nikogo nie może przy nim być, jak śpiewa. Że mamy sobie pójść. Był zbyt nieśmiały, żeby zaśpiewać przy słuchającej go Ann Wilson”. Zarejestrowawszy swoją partię Staley odmówił udziału we wspólnym odsłuchu, po czym opuścił studio. Inżynier zmiksował jego wokal ze śpiewem sióstr, a Ann Wilson przyznawała, że brzmiało to „idealnie”.
Rok później wystąpił na debiutanckim albumie studyjnym Second Coming – L.O.V.Evil (1994), gdzie zaśpiewał gościnnie w utworze „It’s Coming After” (powstał on w drugiej połowie lat 80., gdy muzyk występował w zespole 40 Years of Hate, lecz nie został w owym czasie wydany). Jak sam twierdził, była to jego ulubiona kompozycja do śpiewania. Nagrał również partie wokalne do refrenu w utworze „The Things You Do” dla projektu Despisley Brothers, który tworzył Jesse Holt, były wokalista i gitarzysta Second Coming; istnieją dwie wersje wspomnianej kompozycji – pierwsza zarejestrowana wiosną lub latem 1996, druga z 3 listopada 1997.
W 1998 Staley wziął udział w ostatnim w swojej karierze projekcie, dołączając do efemerycznej supergrupy Class of ’99, której skład stanowili: Tom Morello (gitara), Martyn LeNoble (gitara basowa), Matt Serletic (klawisze) i Stephen Perkins (perkusja). Muzycy nagrali cover „Another Brick in the Wall” (część 2) z repertuaru Pink Floyd, pochodzący z albumu koncepcyjnego The Wall (1979).
Jako członek Alice in Chains, Staley brał udział w nagraniach ścieżek dźwiękowych do filmów; w 1992 „Would?” promował soundtrack do komedii romantycznej Samotnicy, a muzycy zespołu wystąpili, obok Pearl Jamu i Soundgarden, w roli cameo. Latem 1993 kompozycja „A Little Bitter” (do której tekst napisał Staley) trafiła, wraz z „What the Hell Have I”, na ścieżkę dźwiękową do filmu Bohater ostatniej akcji (reż. John McTiernan). W następnym roku „Got Me Wrong” zamieszczono na soundtracku do filmu Clerks – Sprzedawcy (reż. Kevin Smith). Kompozycja „Another Brick in the Wall” (część 2), z wokalami Staleya jako członka Class of ’99, trafiła na ścieżkę dźwiękową do horroru-science-fiction Oni (1998, reż. Robert Rodriguez). Utwór „The Things You Do” z partiami śpiewu Staleya znalazł się na ścieżce dźwiękowej do filmu Od podstaw (2012, reż. Stephen Gyllenhaal).

### Ostatnie lata

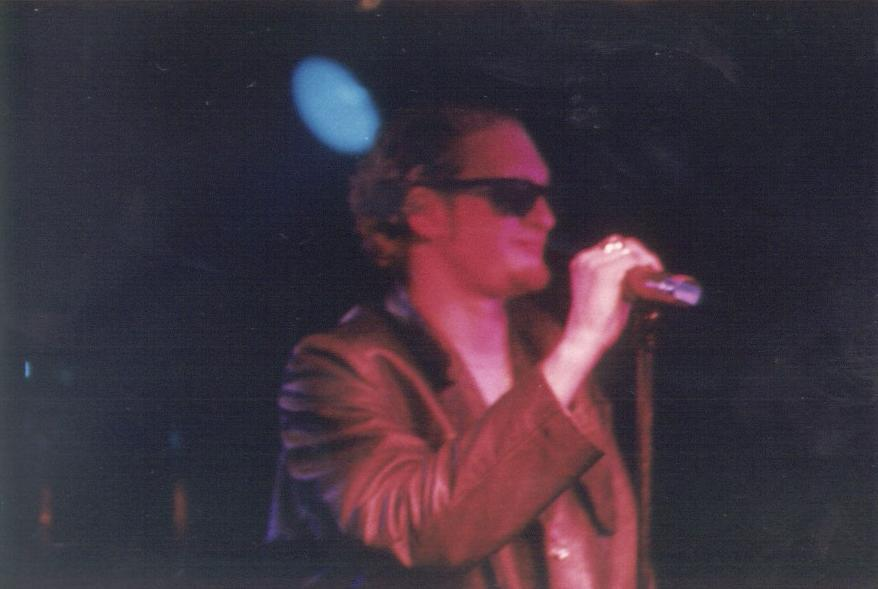
Layne Staley w trakcie koncertu Alice in Chains (1992). W 1998 wokalista odbył ostatnią sesję nagraniową z zespołem

W kwietniu 1997 Staley przeprowadził się do dużego mieszkania w bloku mieszczącym się w University District, dzielnicy Seattle, w którym spędził pięć ostatnich lat swojego życia. Toby Wright pomógł wokaliście w urządzeniu domowego studia nagraniowego, na które składało się kilka magnetofonów ADAT, mały automat perkusyjny oraz mały mikser, umożliwiający rejestrowanie ścieżek gitar, instrumentów klawiszowych i wokali. Nie zachowały się żadne informacje dotyczące solowych nagrań Staleya z tego okresu. W tym samym roku Martin i McCready planowali realizację drugiego albumu studyjnego Mad Season, lecz wokalisty nie udało się namówić do ponownej współpracy. Na przeszkodzie stanęło uzależnienie Staleya.
Muzyk unikał wszelkich dużych uroczystości i spotkań. Wyjątkiem było bożonarodzeniowe przyjęcie, zorganizowane przez firmę menedżerską Susan Silver. Randy Biro, pełniący funkcję technicznego w zespole Alice in Chains, wspominał, że w pierwszym momencie nie poznał Staleya, który pojawił się w czapce baseballowej i okularach. Jak podkreślał, był on wychudzony i częściowo stracił uzębienie. „Na początku mnie to zszokowało. Wyglądało to na śmierć. To było obrzydliwe”. Ojczym wokalisty przypuszczał, że tracenie zębów było u Staleya procesem stopniowym i zaczęło się w 1995 lub 1996.
Pod koniec sierpnia 1998 Staley, Cantrell, Inez i Kinney powrócili na krótko do współpracy, aby nagrać dwa premierowe utwory pod szyldem Alice in Chains na potrzeby albumu kompilacyjnego. W pierwotnym założeniu sesja miała odbyć się w Los Angeles w stanie Kalifornia pod kierownictwem Jerdena. Inżynier dźwięku Bryan Carlstrom oraz asystent studia Elan Trujillo zwracali uwagę na niepokojący wygląd Staleya. „Layne pojawił się w studiu, a ja go nie rozpoznałem. Wyglądał jak osiemdziesięciolatek” – wspominał Carlstrom. Z kolei Trujillo przyznawał, że był zrozpaczony widokiem wyniszczonego przez nałóg wokalisty. W jego ocenie cierpiał on także na atrofię mięśni w nogach. Przed nagrywaniem wokali Staley poinformował personel, że musi wracać do Seattle na ślub siostry, co okazało się być nieprawdą. Sytuacja ta doprowadziła do konfliktu z Cantrellem.

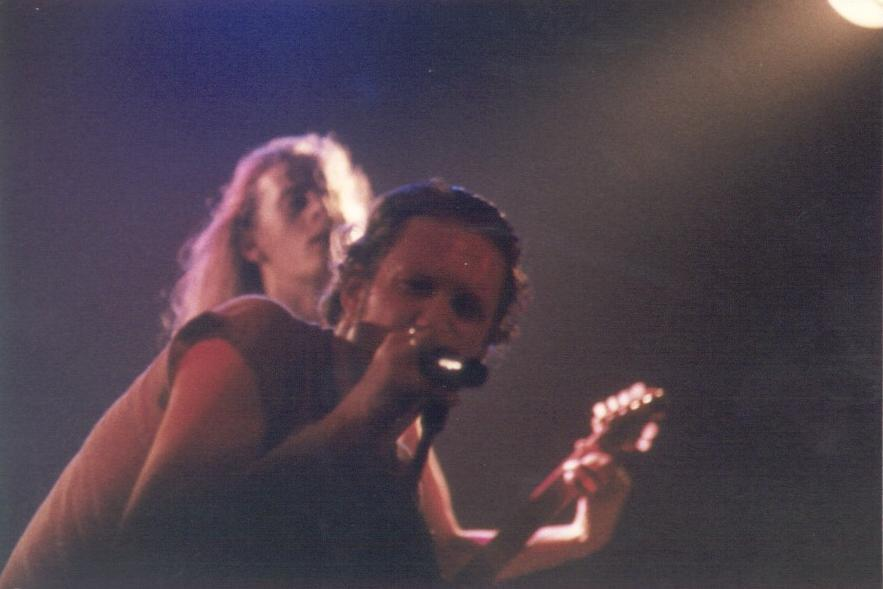
Cantrell i Staley w trakcie koncertu Alice in Chains (1992). Podczas sesji w 1998 ich współpraca była konfliktowa

Muzycy powrócili do Seattle, gdzie dokończyli sesję w Robert Lang Studios w Shoreline pod kierownictwem Wrighta (Staley odmówił kontynuacji współpracy z Jerdenem). Proces rejestrowania wokali był utrudniony z uwagi na utratę części zębów przez muzyka, co powodowało seplenienie. Utwory „Get Born Again” i „Died” były ostatnimi, nagranymi przez Staleya z Alice in Chains. 31 października wokalista pojawił się na solowym koncercie Cantrella w The Showbox w Seattle. Wykonane za kulisami zdjęcie jest ostatnim upublicznionym, na jakim widnieje.
19 lipca 1999, z okazji wydania kompilacji Nothing Safe: Best of the Box, krajowe konsorcjum radiowe Rockline przeprowadziło wywiad z muzykami Alice in Chains. Staley, który nie był obecny w studiu, niespodziewanie zadzwonił do radia, dołączając się do rozmowy. Był to ostatni wywiad, jakiego udzielił.
W ostatnich latach życia wokalista, jak przyznawała Silver, „ekstremalnie się od wszystkich odizolował”. Nie odbierał telefonów i nie otwierał drzwi, a większość wolnego czasu spędzał we własnym domu, grając w gry wideo i zażywając narkotyki – według źródeł posiadał on czterech dilerów, a jednym z nich był Tom Hansen, były basista zespołu The Fartz. Muzykowi bezskutecznie próbowali pomóc między innymi Mark Lanegan, Mike Inez, Krist Novoselic (zostawiał mu pod drzwiami jego mieszkania jedzenie) i Silver. Kinney wspominał, że Staley był pogodzony z losem oraz miał świadomość czekającej go śmierci. Wykluczał również możliwość powrotu do aktywności muzycznej. Na prośbę matki muzyka, Bob Forrest, lider grupy Thelonious Monster, i gitarzysta John Frusciante próbowali pomóc wokaliście. Obydwaj odwiedzili go w mieszkaniu. Forrest twierdził, że „umysł Staleya wyraźnie wciąż pracuje, ale jest milion mil gdzieś indziej”, dodając, że jego skóra zaczęła zmieniać kolor, a waga nie przekraczała dziewięćdziesięciu funtów. Jak uważał, Staley „wszedł w końcową fazę gry”.
Dziennikarz Charles R. Cross przyznawał, że pod koniec lat 90. Joe Ehrbar, ówczesny redaktor naczelny „The Rocket”, miał przygotowany nekrolog z nazwiskiem wokalisty w gazecie. Cross relacjonował również, że w ostatnich latach Staley stracił większość zębów, jego ramiona pokrywały ropnie oraz miał niebezpieczną niedowagę (nieprzekraczającą stu funtów).
Morgen Gallagher, znajomy muzyka, spotkał go w styczniu 2001 na imprezie z okazji Super Bowl. Jak wspominał, planował on udać się na odwyk, a następnie na przesłuchanie do roli wokalisty w supergrupie Audioslave, lecz de Sola uważał jego zapowiedzi za mało wiarygodne. Nick Pollock, spotkawszy Staleya w sklepie, porównywał jego sylwetkę i ubiór do bezdomnego. „Wyglądał jak chodzący trup. Nie miał zębów, które mógłbym zapamiętać. Jego skóra była szara. Wyglądał jak osiemdziesięcioletni człowiek. Naprawdę wyglądał jak szkielet ze zwisającą z niego skórą”. Powróciwszy do domu Pollock rozpłakał się. Podobny obraz muzyka zapamiętał dziennikarz Jeff Gilbert po tym jak napotkał go pod koniec 2001 lub na początku 2002. Inne osoby twierdziły, że widywały wokalistę przesiadującego samotnie w barze o nazwie Rainbow Tavern, który znajdował się nieopodal jego domu. Wygląd Staleya określały mianem „upiornego”.
Jedynymi osobami, z którymi utrzymywał kontakt, była rodzina. Odwiedził ją w Bellevue w Boże Narodzenie w 2000 lub 2001, przywożąc ze sobą prezenty oraz projekty rękodzielnicze własnego autorstwa. W lutym 2002 Staley udał się do domu swojego ojczyma, by spotkać się z nowo narodzonym siostrzeńcem Oscarem. Pod koniec marca lub na początku kwietnia 2002 Toby Wright skontaktował się z wokalistą, w celu zaproponowania mu gościnnego występu w jednym z utworów zespołu Taproot na albumie Welcome (2002). Staley wyraził zgodę i był podekscytowany możliwością współpracy. Nagrania planowano zarejestrować w Robert Lang Studios, lecz wokalista nie zdążył ich zrealizować. Utwór „Spacey” nie znalazł się na albumie, ani żadnym z późniejszych wydawnictw zespołu. Muzycy Taproot wykonywali go na koncertach w oryginalnej, instrumentalnej wersji. W ostatnich miesiącach życia wokalista chorował na zapalenie wątroby typu C, prawdopodobnie na skutek dożylnego zażywania narkotyków.
4 kwietnia Staley spędził z byłym basistą Alice in Chains, Mikiem Starrem, który obchodził 36 urodziny. Zaniepokojony złym stanem zdrowia wokalisty, Starr chciał wezwać pogotowie, lecz Staley odmówił, grożąc mu zerwaniem ich przyjaźni. Po tym jak skarcił Starra za zażywanie benzodiazepinów, basista opuścił dom. „Jego ostatnie słowa, które do mnie powiedział, brzmiały «nie w taki sposób. Nie zostawiaj mnie w taki sposób». A ja go zostawiłem […] Nie chce mi się w to wszystko wierzyć. Strasznie mi wstyd” – wspominał.

### Śmierć i pogrzeb
| „Myślę, że Layne wiedział, że umiera, ale nie planował tego. Właśnie odnowił swoje prawo jazdy i był w trakcie projektów artystycznych. Naprawdę spodziewałam się, że Layne przetrwa tę ciężką próbę.”– Nancy McCallum |

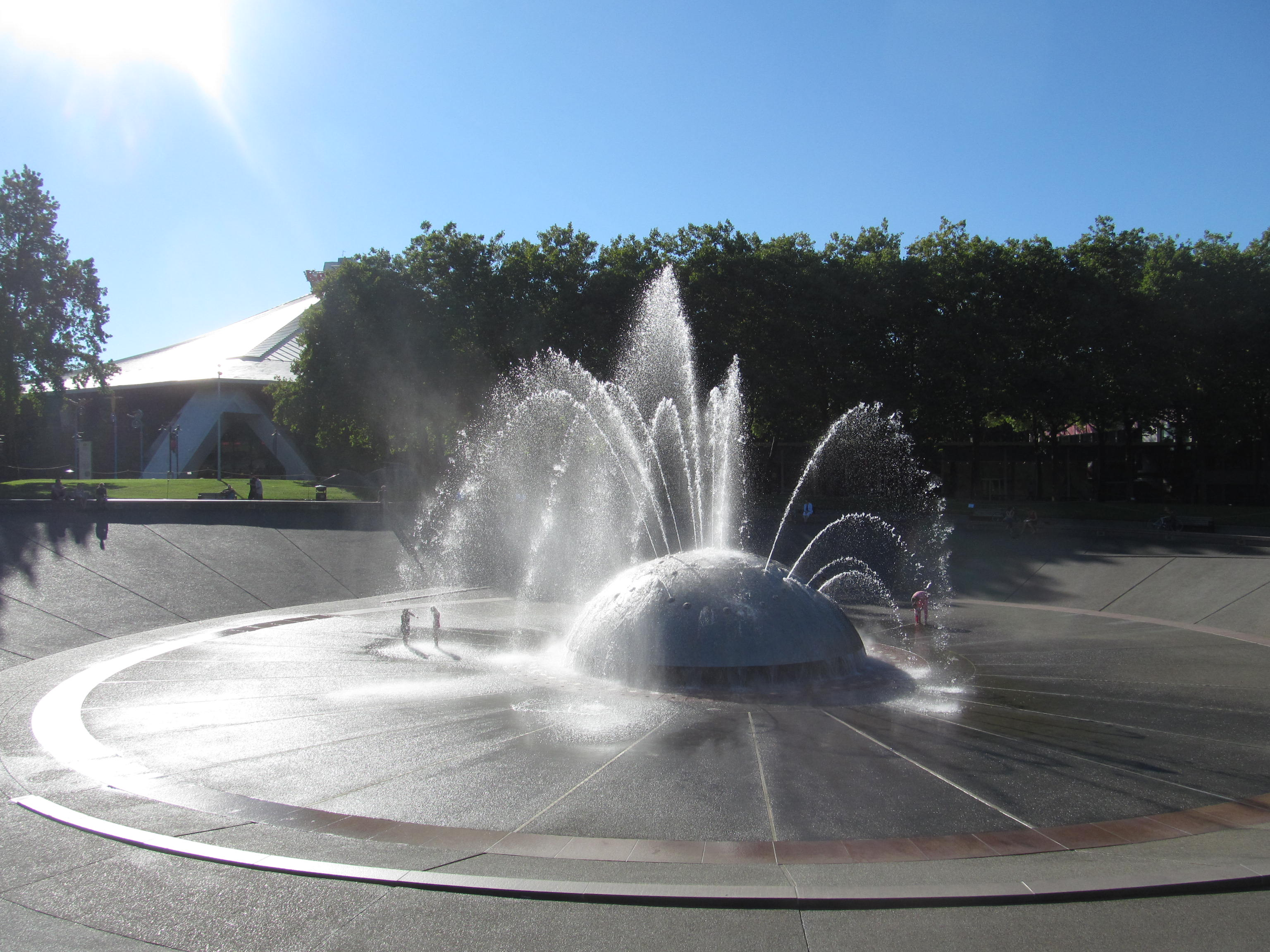
International Fountain (na zdj. w 2013), przy której miało miejsce czuwanie po śmierci Staleya

19 kwietnia 2002 Silver została poinformowana, że od dwóch tygodni nie odnotowano na rachunku bankowym Staleya żadnych działań ani transakcji, a z nim samym nie można nawiązać kontaktu. Wraz z Laurie Davis, księgową firmy zajmującej się managementem, poinformowała o tym fakcie matkę i ojczyma wokalisty. Około godziny siedemnastej pięćdziesiąt czasu lokalnego Nancy McCallum udała się razem z dwoma funkcjonariuszami policji do mieszkania Staleya. Wyważywszy drzwi wejściowe, które były zaryglowane od środka, funkcjonariusze odkryli spoczywające na sofie zwłoki muzyka. W prawej ręce trzymał on naładowaną strzykawkę, a na stoliku były małe ilości kokainy oraz dwie lufki do palenia cracku. Na podłodze znajdowało się kilka puszek farby w sprayu, a w pokoju grał telewizor. Kiedy policjanci przenieśli ciało, odkryli, że wokalista „siedział również na wielu innych strzykawkach”.
Według relacji uzyskanej przez „Seattle Weekly” ciało Staleya w chwili znalezienia ważyło osiemdziesiąt sześć funtów, a w jego organizmie wykryto kodeinę, kokainę i morfinę. Obecny na miejscu lekarz ocenił, że zwłoki są w stanie zaawansowanej dekompozycji. Opublikowany 6 maja raport toksykologiczny wykazał, że wokalista zmarł z powodu wstrzyknięcia mieszanki heroiny i kokainy, potocznie nazywanej speedballem. Lekarz sądowy ocenił datę zgonu na 5 kwietnia (tego samego dnia osiem lat wcześniej zmarł frontman Nirvany, Kurt Cobain). W mieszkaniu Staleya policjanci znaleźli porozrzucane akcesoria związane z wstrzykiwaniem substancji narkotycznych i gotówkę, a na automatycznej sekretarce znajdowały się nagrania od osób, usiłujących nawiązać z nim kontakt. Staley miał 34 lata.
Ian Robinson z MTV News nazwał go „jednym z bardziej szczerych głosów w historii muzyki rockowej”. Jamie Brooke Elmer, przyrodnia siostra wokalisty, przyznawała, że spodziewała się telefonu o śmierci Staleya od kilku lat. „Wszyscy byliśmy oczywiście po prostu niesamowicie smutni i załamani, ale także odczuwaliśmy ulgę. Byliśmy świadomi, że Layne bardzo cierpiał, gdy widzieliśmy go chorego fizycznie. Powiedziałabym, że większość z nas na pewno poczuła ulgę, wiedząc, że on już nie cierpi”.
Nieformalne czuwanie odbyło się 20 kwietnia w Seattle Center przy International Fountain. Wśród dwustu osób przybyli również pozostali muzycy Alice in Chains oraz Chris Cornell, Eddie Vedder, Jeff Gilbert, Mike Starr i Susan Silver. Obecna na miejscu lokalna stacja radiowa nadawała muzykę artysty. Dwa dni później Cantrell, Inez i Kinney opublikowali oświadczenie, w którym pożegnali Staleya. Drugie czuwanie miało miejsce 26 kwietnia w Seattle Center, przy udziale czterystu osób. Rodzina muzyka wydała kolację dla najbliższych przyjaciół Staleya, członków Alice in Chains, Pearl Jamu, Soundgarden i managementu.
Szczątki Staleya poddano kremacji, a prochy oddano w posiadanie matki. Prywatne nabożeństwo żałobne, z udziałem najbliższej rodziny, przyjaciół, a także innych osobistości muzycznych, odbyło się 28 kwietnia w Kiana Lodge w Bainbridge Island w zatoce Puget Sound. Mowy pogrzebowe wygłosili siostra Elizabeth Audreyann Coats, ojczym James Elmer, matka Nancy McCallum i wielebny William Elmer – ojciec Elmera i pastor Kościoła Ewangelickiego w Ameryce Północnej. Przemawiali też Ann Wilson, Cantrell i Silver. Mowę pochwalną napisał Barrett Martin. Siostry Wilson z zespołu Heart wykonały utwór „Sand” oraz w duecie z Cornellem zaśpiewały „Wild Horses” The Rolling Stones (według innych źródeł był to utwór „Ring Them Bells” Boba Dylana).
Majątek Staleya oszacowano na około 500 tys. dolarów (w tym zobowiązania dłużne na mniej niż 100 tys. dolarów). Sąd współadministratorami spadku ustanowił biologicznych rodziców artysty.

## Życie prywatne

### Osobowość, zainteresowania
Layne Staley był z natury cichą i nieśmiałą osobą (w szkole uważano go za najcichszego ucznia w klasie). Ojczym James Elmer charakteryzował go jako „wrażliwego, mądrego chłopca, kochającego swoją mamę i siostrę”. W ocenie Kena Elmera, przyrodniego brata, Staley był „delikatnym i miłym dzieciakiem, sprytnym na swój sposób. Nie był szkolnym mądralą, ale z pewnością niesamowicie inteligentny, czego nauczyliśmy się w późniejszym życiu”. W latach edukacji nie interesowało go dorastanie w środowisku akademickim. „Był bardzo inteligentnym facetem. Po prostu nie miał czasu na pewne struktury, w których społeczeństwo nakazywało mu, że musi być jej częścią” – wspominał Ken Elmer. Staley miał dobre relacje ze swoim ojczymem, o którym nigdy nie mówił źle, i dwiema młodszymi siostrami.
W okresie dorastania często się buntował, co miało przełożenie na jego relacje z rodzicami, zwłaszcza z religijną matką (w młodości nosił kurtkę z pentagramem). Dwukrotnie też na krótko uciekał z domu. Gdy matka i ojczym odmówili odebrania go z posterunku policji w Lynnwood, wyznaczając w ten sposób granicę odpowiedzialności, zaprzestał ucieczek. Na skutek konfliktu z rodzicami – mających krytyczny stosunek do jego zainteresowania narkotykami – był zmuszony wyprowadzić się z domu (pomieszkiwał u znajomych).

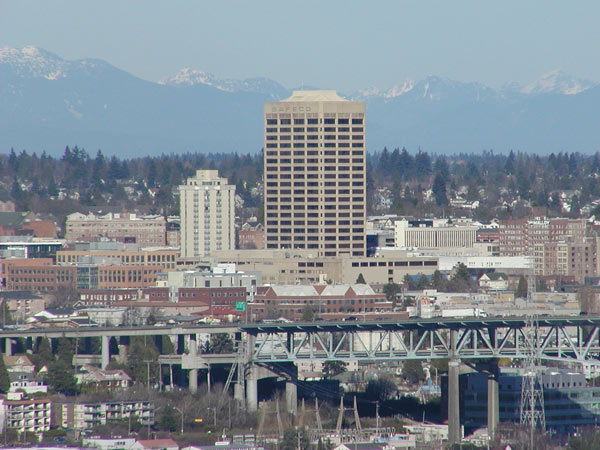
Widok na University District (na zdj. w 2006), dzielnicę Seattle, w której Staley mieszkał w ostatnich latach swojego życia

Zdobywszy rozgłos z Alice in Chains, Staley – w ocenie bliskich przyjaciół i współpracowników – pozostał miłą, nieśmiałą i spokojną osobą z poczuciem humoru, choć uzależnienie od narkotyków sprawiało, że jego osobowość ulegała stopniowej zmianie; zdaniem Nicka Pollocka stawał się „melancholijny, zagubiony i znikający”. James Bergstrom uważał, że mogło mieć to związek z trudami tras oraz całym stylem życia. „Oczywiście z jego nałogiem to tylko sprzyjało smutkowi i nieszczęściu”. Z kolei Maureen Herman, basistka Babes in Toyland, wspominała: „Layne był tak spokojnym i łagodnym facetem, że naprawdę trudno było uwierzyć w to, że był wokalistą rockowym. On był jak dziecko, podczas gdy reszta członków jego zespołu była mężczyznami”.
Mimo statusu gwiazdy, nie znosił zainteresowania wokół własnej osoby. Swe wpływy, wynikające z rozpoznawalności, wykorzystywał do pomagania słabszym i uboższym; często rozdawał wejściówki na koncerty dzieciom, których nie było stać na ich zakup. W ocenie wokalistki Heart, Ann Wilson „Layne był zbyt wrażliwy dla tej ziemi”. Susan Silver uważała go za najbardziej nietypowego głównego wokalistę, jakiego kiedykolwiek spotkała lub słyszała. „Nie miał wobec nikogo złej woli. Miał to słodkie usposobienie i naprawdę czułe serce. I nikczemne poczucie humoru – po prostu przezabawne. On był taki dowcipny, zabawny, szybki”.
Będąc w szkole podstawowej grał w tee-ball, lecz w dorosłym życiu nie wykazywał większego zainteresowania sportem (gdy jego przyrodni brat i ojczym oglądali w telewizji mecze drużyny futbolu amerykańskiego Seattle Seahawks, znudzony wychodził z pokoju). Poza muzyką interesował się rysunkiem; na początku lat 90. zaczął tworzyć ilustracje, które porównywał do malowideł amerykańskich Indian. Jego pierwszym szkicem był obraz przedstawiający samego siebie trzymającego lustro i malującego swój portret. Projektował również tatuaże. Nick Pollock, oceniając prace artystyczne Staleya podczas Lollapaloozy w 1993, uważał, że były one „mroczne, introspektywne i dziwne”. Prócz rysunku wokalista pisał także poezję, eksperymentował z zestawami rzemieślniczymi do witraży, projektował tarcze dla zestawów zegarowych oraz tworzył z gliny Sculpey Clay anonimowe postacie i biżuterię. Wystawa rysunków Staleya odbyła się w lipcu 1994 w Sharp Wit Gallery w Seattle. Jeden z nich posłużył za okładkę albumu Above (1995) Mad Season, a część zamieszczono we wkładce płyty.
Na początku lat 90. zatrudnił księgowego, by pomagał mu w zarządzaniu finansami. Zgromadziwszy odpowiednią kwotę kupił samochód, gry wideo, a w 1994 mieszkanie. Znajdowało się ono w położonej na stromym wzgórzu dzielnicy Queen Anne w Seattle. Muzyka cechowała sumienność w kwestii utrzymywania porządku. Przed drzwiami wejściowymi miał zainstalowane kamery; w ocenie znajomych był on bardzo świadomy swojego bezpieczeństwa. W 1997 kupił anonimowo (pod fikcyjnym nazwiskiem Larusta Trust) za 262 tys. dolarów mieszkanie o łącznej powierzchni 1500 ft² (około 139 m²), znajdujące się na piątym piętrze w budynku w University District, dzielnicy Seattle. Miał kotkę Sadie, którą adoptował w 1994 (po jego śmierci opiekę nad nią przejął Cantrell).

### Związki
Uczęszczając do szkoły średniej, spotykał się z młodszą siostrą Matta Vaughana (późniejszego właściciela sklepu Easy Street Records w Seattle i menedżera grupy Gruntruck). W 1986 umawiał się z Chrissy Chacos, którą poznał za pośrednictwem jej siostry. Wolny czas para spędzała na przesiadywaniu w kompleksie Music Bank lub uczęszczając na koncerty. Chacos pożyczyła mu fioletowy strój Prince’a, który nabyła w Minnesocie (Staley wystąpił w nim na ostatnim koncercie Sleze). W jej opinii muzyk był „niesamowitym, totalnym komikiem, który zawsze miał dobry humor”. Po rozstaniu pozostali w przyjacielskich relacjach; Chacos urodziła drugie dziecko 19 kwietnia 2002, w tym samym dniu, w którym policja odkryła zwłoki wokalisty.
Wiosną 1988 poznał Demri Larę Parrott. W ocenie matki wokalisty, para stanowiła zupełne przeciwieństwo; „[Layne] był bardzo nieśmiały, a ona błyskotliwa, lśniąca mała gwiazdka przemykająca wokół”. Parrott od najmłodszych lat wykazywała zainteresowanie sztuką – szczególnie muzyką i sztukami scenicznymi. W wieku 15 lub 16 lat została przyjęta, jako jedna z trzystu kandydatów, do Performing Arts School w Jacksonville na Florydzie, jednak po kilku miesiącach porzuciła naukę. Aspirowała też do bycia aktorką lub modelką – brała udział w licznych przesłuchaniach, w tym do śpiewania w musicalu Cinderella Rock. Pierwsze doświadczenia z grzybami psylocybinowymi i marihuaną miała w liceum. Z uwagi na jej niski wzrost (150 cm), w Music Bank żartowano, że „Layne znalazł kobietę swoich marzeń z ciałem dwunastoletniego chłopca”.
Para zaręczyła się w 1990 lub 1991. Staley kupił Parrott pierścień Claddagh i w towarzystwie swoich rodzin zjedli zaręczynową kolację. Obydwoje planowali ślub, a jako miejsce zawarcia związku małżeńskiego wybrali Kiana Lodge na Bainbridge Island. Na tę okazję Parrott zakupiła suknię ślubną w sklepie z odzieżą vintage w dzielnicy Seattle, Pioneer Square. Do ceremonii zaślubin, z niewiadomych przyczyn, nie doszło. Rosnąca rozpoznawalność Alice in Chains miała przełożenie zarówno na Parrott, jak i Staleya. „[Demri] zaczęła tracić swoją tożsamość na rzecz Layne’a […] Z drugiej strony Layne zaczął tracić swoją tożsamość na rzecz zespołu” – wspominała matka dziewczyny. Według źródeł para utrzymywała typ relacji związku otwartego; w 1990 lub 1991 Parrott spotykała się z wokalistą The Derelicts (z którym zażywała narkotyki), z kolei Staley miewał krótkotrwałe romanse podczas trasy Alice in Chains. Zarówno Parrott, jak i Staley brali wspólnie narkotyki.

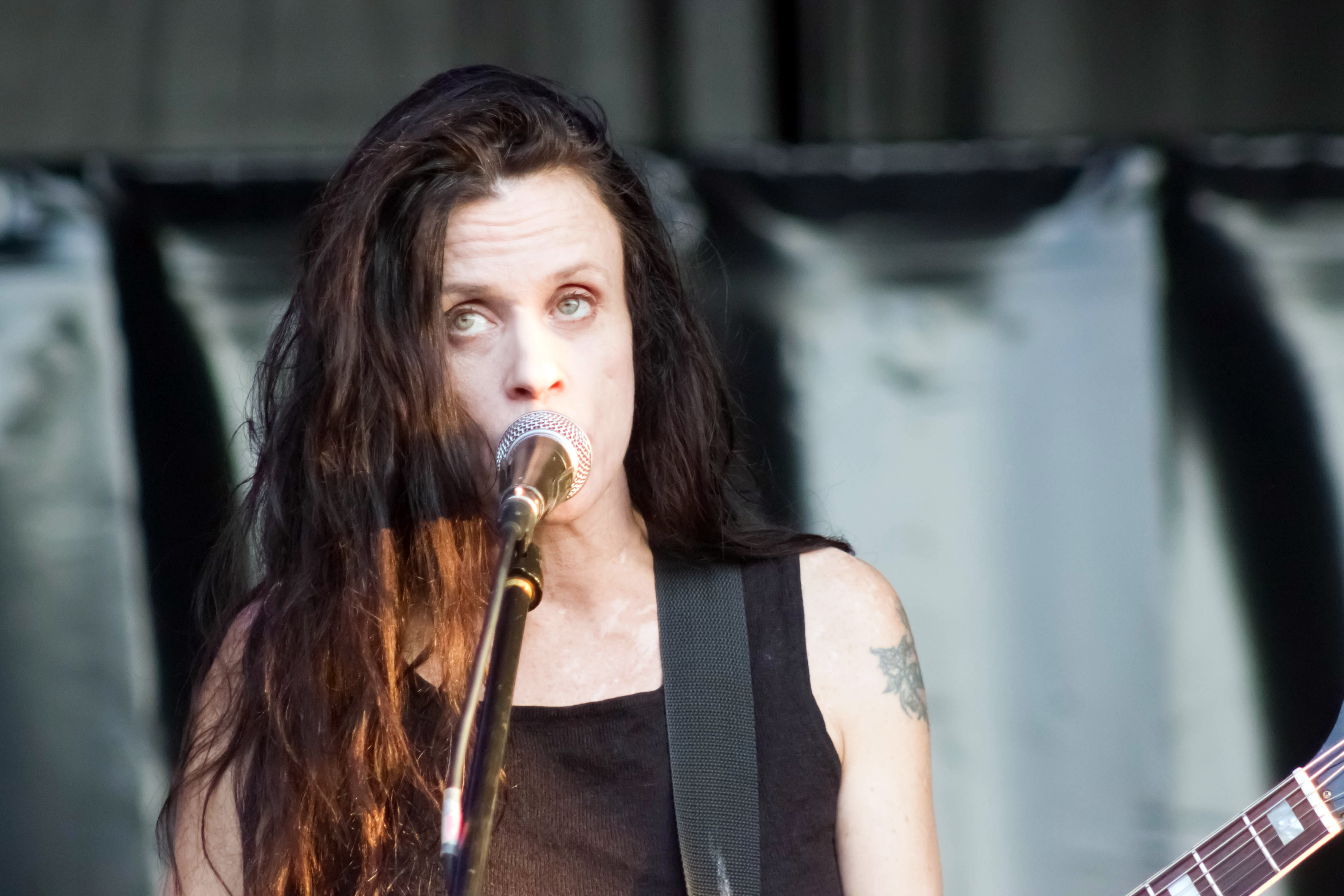
Kat Bjelland (na zdj. w 2015), liderka zespołu Babes in Toyland, określała Staleya mianem „bratniej duszy”

Latem 1993, w trakcie Lollapaloozy, muzyk nawiązał bliższą znajomość z Kat Bjelland, wokalistką i gitarzystką grupy Babes in Toyland. Istnieją sprzeczne wersje na temat relacji łączącej muzyków; w ocenie de Soli i perkusistki Lori Barbero byli „kumplami od narkotyków”, z kolei basistka Maureen Herman uważała, że „Kat i on naprawdę dobrze się bawili i dogadywali, co ostatecznie przekształciło się w związek podczas trasy”. Randy Biro, członek obsługi technicznej Alice in Chains, wspominał, że „Kat była pod pewnymi względami w jego typie dziewczyny, z wyjątkiem tego, że była wulgarną wersją tego, co lubił. Była bardzo podobna do popieprzonej wersji Demri”.
Kiedy Staley stracił zainteresowanie Bjelland i przestał odwiedzać obóz Babes in Toyland, wokalistka, w reakcji na odrzucenie, przedawkowała heroinę. Po tym jak muzyk odmówił jej przejażdżki swoim autokarem, w momencie gdy ruszył, rzuciła się na przednią maskę i zerwała pióro od wycieraczki. Niestabilne zachowanie Bjelland doprowadziło do tego, że pozostali muzycy Alice in Chains podejmowali próby uniemożliwiania jej spotkań ze Staleyem. Sama wokalistka zaprzeczała, że byli parą, a jedynie zadurzyli się w sobie. Staleya określała mianem „bratniej duszy”. Następnie muzyk przez krótki czas umawiał się z afroamerykańską dziewczyną.
Późną wiosną lub latem 1994 poznał mieszkającą nieopodal niego Michelle Ahern-Crane (w 1992 wystąpiła jako statystka w filmie Samotnicy). Według jej relacji wygląd wokalisty budził niepokój; zapuścił on włosy, a na rękach nosił medyczną gazę, którą częściowo zakrywały rękawiczki-mitenki. Zaczęli regularnie rozmawiać przez telefon i spędzać czas, m.in. oglądając filmy lub chodząc na koncerty Second Coming. Jak wspominała, nigdy nie doszło między nimi do pocałunku ani zbliżenia. Ahern-Crane była przekonana na początku, że jej obecność i rozmowy mogą pomóc muzykowi w walce z narkotykami, chociaż jego zapowiedzi dotyczące chęci posiadania rodziny traktowała z dystansem. „W całej tej chorobie był piękną osobą. Ale nie miałam urojeń i nie miałam zamiaru wyrażać mu tych myśli, ponieważ chyba dość szybko zdecydowałam, że «nadzieja» oznacza «rozczarowanie się»” – argumentowała.
W połowie września Ahern-Crane zaprosiła Staleya na swe 25 urodziny, będąc przekonaną, że muzyk nie przyjdzie. Gdy się zjawił, wręczył jej odręcznie napisany list: „Nigdy nie czułem się lepiej ani bardziej akceptowany i kochany przez kogoś, jak ja w twoim liście, w tym momencie i za każdym razem, gdy to czytam, czuję ten sam cudowny moment”. Po tym jak Ahern-Crane usiłowała wytłumaczyć, że traktuje go jako przyjaciela, Staley, czując się urażonym, opuścił przyjęcie. Kiedy przybyła do jego mieszkania po swoje rzeczy, starała się uświadomić wokaliście, że jego życiu zagrażają narkotyki. Muzyk pozostał obojętny na jej troskę i zakończył znajomość.
Parrott i Staley zerwali zaręczyny najpóźniej w 1994 (dokładna data nie jest znana). Muzyk przyznawał, że jego rockandrollowy tryb życia w znaczącym stopniu przyczynił się do rozstania. Matka dziewczyny twierdziła, że głównym powodem była heroina. „Nie można nawiązać relacji zażywając narkotyki. Nikt nie może” (część obozu Alice in Chains obwiniała Parrott o problemy Staleya z uzależnieniem, z kolei osoby z otoczenia dziewczyny oskarżały wokalistę o jej problemy z narkotykami). Muzyk nie podzielał punktu widzenia ludzi związanych z zespołem i zabraniał ingerowania w ich życie osobiste. Para przynajmniej raz była wspólnie na odwyku w Exodus Recovery Center w Los Angeles (w tej samej placówce, w której na krótko przed śmiercią przebywał Kurt Cobain). W ocenie Biro Parrott sama zainicjowała ich rozstanie: „Przestała go odwiedzać. Próbowała od niego uciec, bo czuła, że zrujnuje mu życie. Był w niej zakochany. Wszyscy, którzy znali Layne’a, ciągle obwiniali ją o to gówno. Stale. A ludzie cały czas starali się ich rozdzielić. Miałem więc wrażenie, że próbowała od niego uciec, aby dać mu szansę na życie”.
Po rozstaniu Parrott wiodła życie narkomanki, a podejmowane próby leczenia odwykowego nie przynosiły oczekiwanych rezultatów. Odmawiała możliwości korzystania z pomocy finansowej Staleya, samodzielnie zdobywając gotówkę na narkotyki – według części źródeł w ostatnim okresie życia prostytuowała się. Uzależnienie miało znaczący wpływ na jej stan zdrowia, który w 1993 zaczął się gwałtownie pogarszać, wskutek czego była wielokrotnie hospitalizowana i musiała przejść dwie operacje na płucach oraz dwie na sercu (doznała infekcyjnego zapalenia wsierdzia i miała wymieniane zastawki serca). Mimo tego nie zrezygnowała z zażywania narkotyków, w tym z kokainy. Staley nadal troszczył się o Parrott, odwiedzając ją w Harborview Medical Center, dzięki przepustce pracującej tam matki dziewczyny, i czuwając całą noc u jej boku (opuszczał szpital anonimowo wczesnym rankiem). Parrott zmarła 29 października 1996 z powodu ostrego zatrucia spowodowanego połączeniem działania opiatów, meprobamatu i butalbitalu. Miała 27 lat.
Bliscy i znajomi z otoczenia Staleya podkreślali, że przedwczesna śmierć Parrott go spustoszyła i zdruzgotała oraz spowodowała, że już nigdy nie był taki sam. Wokalista obwiniał się za śmierć dziewczyny, żałując, że mimo możliwości finansowych, nie wyjechali wspólnie z Seattle. „Chociaż łączyła ich bardzo dynamiczna relacja, z pewnością troszczyli się o siebie nawzajem i kochali” – wspominał ojczym Staleya.

### Uzależnienia
Zainteresowanie alkoholem i narkotykami Staley zaczął wykazywać w młodości. Będąc nastolatkiem pierwszy raz zapalił marihuanę i spróbował suplementu diety na odchudzanie dexatrim. Mając 13 lub 14 lat eksperymentował z narkotykami. W 1986, pracując w fabryce Lancs Industries, regularnie pił alkohol, palił marihuanę oraz przez sześć tygodni zażywał LSD.
Rozwinięcie tolerancji na zażywanie narkotyków przez Staleya nastąpiło w czasie, gdy zarządzał on kompleksem Music Bank w drugiej połowie lat 80.; zdaniem de Soli ich branie było częścią życia w Music Bank; zwykle kokainy, LSD i marihuany. Jak wspominał przyjaciel wokalisty Darrell Vernon, gitarzysta zespołu Triathlon, w owym czasie Staley był przeciwnikiem zażywania heroiny. „Ironią było to, że uzależnił się od heroiny, ponieważ wtedy był jej bardzo przeciwny”. Branie narkotyków miało też negatywny wpływ na zachowanie wokalisty; znajdując się pod wpływem działania grzybów psylocybinowych (razem z Jamesem Bergstromem), został aresztowany w Seattle po tym, jak wdał się w kłótnię z funkcjonariuszką, która następnie spuściła za nim psy policyjne. Pollock przyznawał, że Staley „mógł dużo wypić, mógł zażywać dużo narkotyków i nie wydawało się to zbytnio go spowalniać”. Dodatkowo muzyk proponował mu zażywanie kokainy w postaci wolnej zasady (ang. crack). Coraz większe zainteresowanie narkotykami przez Staleya miało istotny wpływ na rozpad Alice N’ Chains w 1987.

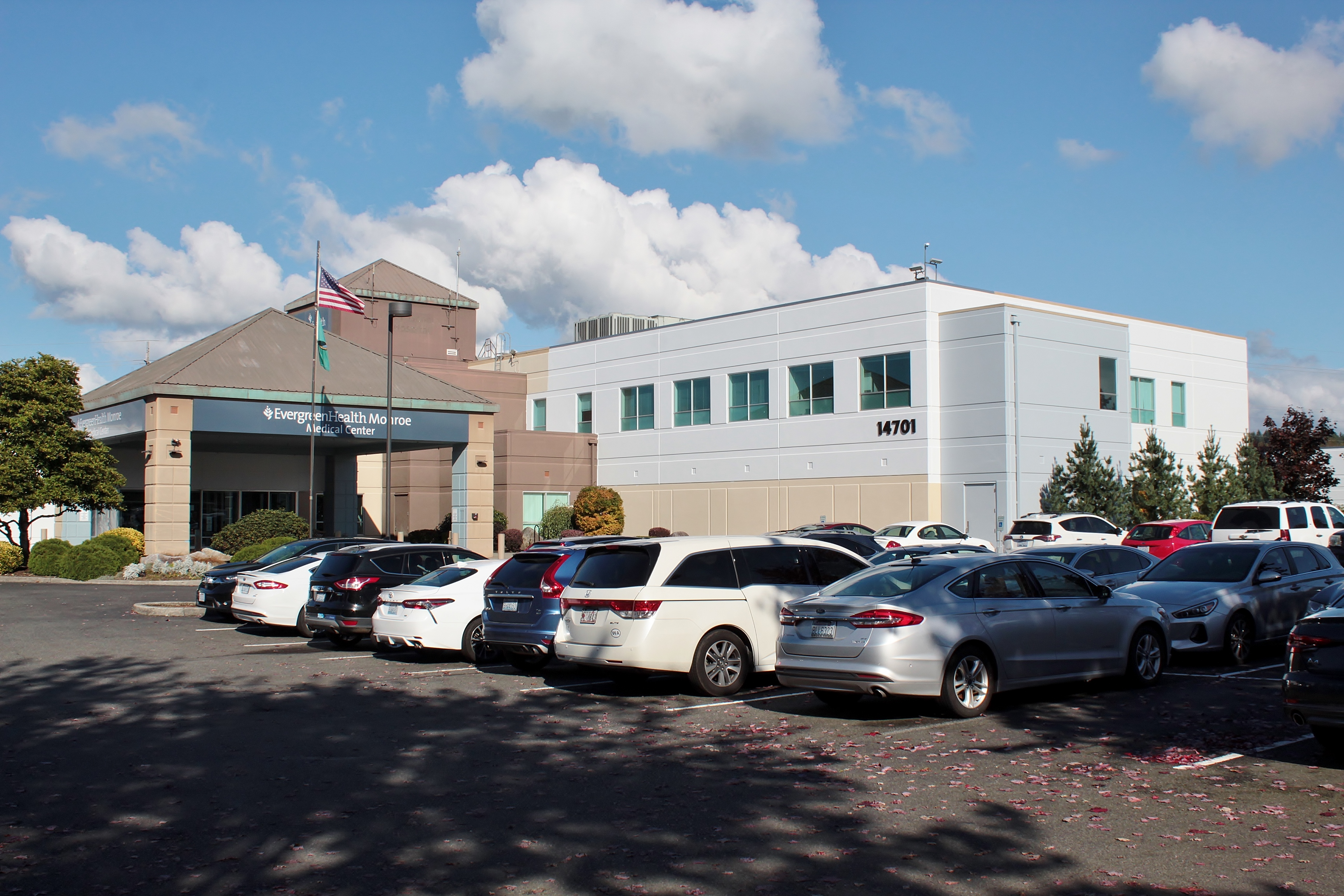
Valley General Hospital (na zdj. w 2019), w którym Staley przebywał na leczeniu odwykowym w 1991 lub 1992

Pierwszą styczność z heroiną wokalista miał mieć w trakcie trwania wspólnej trasy z Van Halen na przełomie 1991/1992. W rozmowie z Bacolasem przyznawał: „Johnny, kiedy wziąłem pierwszą dawkę, po raz pierwszy w życiu padłem na kolana i podziękowałem Bogu za dobre samopoczucie”. Ojciec Mike’a Starra, John, twierdził w rozmowie z biografem swojego syna, że to Parrott jako pierwsza zapoznała Staleya z heroiną. Matka dziewczyny, Kathleen Austin, nie zakwestionowała prawdziwości tych oskarżeń, mówiąc, że córka nigdy nie poinformowała jej o tym, kiedy pierwszy raz zażyła heroinę. Bacolas wspominał, że Staley miał mu wyznać, iż to Parrott pierwszy raz poczęstowała go heroiną, kiedy skończyła się im kokaina. Producent Dave Jerden zaprzeczał, jakoby wokalista zażywał heroinę w trakcie sesji do albumu Facelift (1990), lecz zgadzał się z opinią, że mogło to mieć miejsce podczas tournée z Van Halen; w jego ocenie Staley zachowywał się już wtedy inaczej. Począwszy od prac nad epką Sap (1992), wokalista miał w zwyczaju, w trakcie trwania sesji, zamykać się na dłuży czas w łazience studia i zażywać narkotyki.
Muzyk pierwszy raz udał się na leczenie odwykowe w drugiej połowie 1991 lub na początku 1992 po tym, gdy dostrzegając narastający problem, menedżerka Alice in Chains Susan Silver zorganizowała w biurze naradę z udziałem Staleya, jego rodziny i członków zespołu. Wokalista wyraził zgodę na leczenie i zameldował się w Valley General Hospital w Monroe w stanie Waszyngton, w tej samej placówce, do której w 1989 przyjęto Andrew Wooda. Mimo że nie skorzystał z programu incognito, zależało mu na zachowaniu anonimowości. Jeden z pacjentów rozpoznał go i przyniósł do ośrodka kopię kasety Live Facelift (1991). „Layne był zdruzgotany. Zaczął płakać. Ponieważ od tego czasu nie był facetem z problemem uzależnienia, który chodził na leczenie, lecz był po prostu Alice in Chains” – wspominała Kathleen Austin.
Staley powrócił do nałogu w trakcie sesji do albumu Dirt (1992); kiedy w Los Angeles obowiązywała godzina policyjna (wprowadzona w związku z wybuchem zamieszek), wokalista potajemnie wymykał się ze studia, by móc zakupić narkotyki. Dochodziło też do sytuacji, w których sprowadzał dilera do studia, eskalując konflikt z producentem. Podczas trasy promującej Silver wynajęła ochroniarza, by uniemożliwić dilerom dostęp do niego.
W wywiadach z tego okresu przyznawał, że narkotyki miały destrukcyjny wpływ na jego kreatywność. „Nigdy niczego nie stworzyłem, kiedy byłem w takim stanie umysłu”. Jednocześnie zaznaczał, że początkowo najbardziej pociągające w heroinie było dla niego poczucie zagrożenia, które określał mianem „flirtu ze śmiercią”. Mimo podejmowanych prób wyjścia z nałogu, kontynuował zażywanie narkotyków w trakcie trasy promującej Dirt.
Latem 1993, gdy Alice in Chains występowali na Lollapaloozie, Staley zmagał się z nadużywaniem alkoholu i narkotyków, choć w ocenie współpracowników starał się zachowywać trzeźwość; w tym celu otrzymał własny autokar (nazywany „czystym i trzeźwym”) ze studiem nagraniowym i osobistym ochroniarzem, który cały czas z nim podróżował. Towarzyszący mu na trzech koncertach ojczym wspominał, że muzyk nie ujawniał przed rodziną swojego problemu z uzależnieniem. Po premierze epki Jar of Flies (1994) podejmował kolejne wysiłki w walce z rzuceniem heroiny. Ron Holt, jego przyjaciel z lat 80., wspominał, że w 1994 wokalista zażywał do trzech gramów heroiny dziennie (co miało go kosztować od 250 do 400 dolarów). Latem udał się z Bacolasem i dwoma znajomymi na kemping do Winthrop w stanie Waszyngton, gdzie usiłował się detoksykować w otoczeniu natury. Staley źle znosił odstawienie heroiny, próbując sobie z tym poradzić za pomocą alkoholu. Zmagał się również z depresją oraz miewał myśli samobójcze (realnie rozważał możliwość skoczenia z mostu nieopodal kempingu). Bacolas, na prośbę muzyka, zgodził się z nim zamieszkać, mimo że ten kategorycznie odmawiał jakiejkolwiek ingerencji w jego problem z uzależnieniem. Po kilku miesiącach, za radą matki i ojczyma Staleya, Bacolas wyprowadził się, argumentując, że „trudno jest mieszkać z kimś, kogo w zasadzie się kocha i patrzeć na to jak popełnia samobójstwo na raty”.
W okresie działalności Mad Season Bacolas i McCready zdołali przekonać Staleya do kolejnej próby leczenia. Za ich namową wokalista udał się do Hazelton Clinic w Minnesocie (gdzie przebywał już wcześniej), lecz po dwóch lub trzech dniach zaniechał terapii i wrócił do Seattle. Jedną z osób, motywujących muzyka do walki z uzależnieniem podczas prac nad płytą Alice in Chains (1995) była Silver, która wspominała, że „przerażającym” było oglądanie go w takim stanie. Bliscy Staleya zgodnie podkreślali, że przestał on walczyć z nałogiem po śmierci Parrott w 1996, swej wieloletniej partnerki. Jeff Gilbert uważał parę za bratnie dusze, więc po jej śmierci był pewien, że nie skończy się to dobrze dla wokalisty. Z kolei Michelle Ahern-Crane wyrażała przekonanie, że Staley wykorzystał śmierć Parrott jako dobrą wymówkę do poddania się w walce z uzależnieniem.
Według matki i ojczyma muzyka na przestrzeni lat, dwunasto- lub trzynastokrotnie udawał się on na leczenie odwykowe (trzykrotnie przedawkowywał i trzykrotnie trafiał do szpitala).

## Fundacja Layne’a Staleya

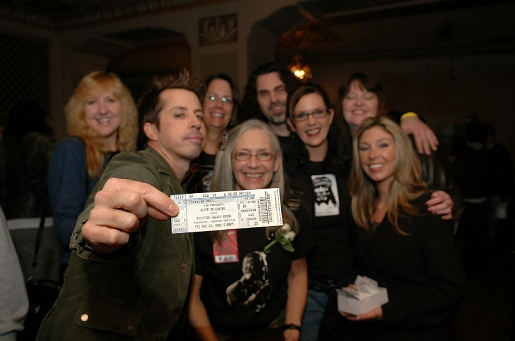
Nancy McCallum (w środku) z członkami fundacji (2006)

W 2002 matka muzyka Nancy McCallum i doradca ds. uzależnień Jamie Richards z Emerald City Musician’s Network utworzyli fundację imienia Layne’a Staleya (ang. Layne Staley Fund). Organizacja non-profit zbiera fundusze na leczenie odwykowe i współpracuje z muzyczną wspólnotą Seattle. Jej głównym zadaniem jest zapewnienie edukacji dla osób zmagających się z uzależnieniem od heroiny, opieki zdrowotnej i świadomości. Zbiórka daniny i funduszy odbywa się podczas corocznych, charytatywnych koncertów, które mają miejsce 22 sierpnia (w dniu urodzin Staleya).
19 sierpnia 2017, w związku z przypadającą trzy dni później 50. rocznicą urodzin Staleya, w Moore Theatre w Seattle odbył się kolejny koncert charytatywny. Jego organizacją zajęła się rodzina wokalisty, członkowie fundacji oraz przyjaciele. W wydarzeniu udział wzięło wielu artystów lokalnej sceny. Prócz występów, zainteresowani mieli dostęp do terapeutycznych usług medycznych (ang. Therapeutic Health Services), programu sieci klinik zajmujących się problemem uzależnień i chorób psychicznych.

## Instrumentarium
Opracowano na podstawie materiału źródłowego:
| Gitary: - 1967 Gibson SG Standard Electric (używana na koncertach Alice in Chains w latach 1992–1993, 1996) - Gibson Hummingbird Acoustic-Electric Guitar (użyta podczas występu Alice in Chains w ramach MTV Unplugged w 1996) - Gibson Les Paul Standard (używana podczas koncertów Mad Season w 1994 i 1995) - Fender Telecaster (używana podczas koncertów Mad Season w 1994) - Electra MPC X340 Les Paul 1978 (użyta podczas koncertu Mad Season w ramach Self Pollution Radio w 1995) Wzmacniacze: - Mesa Boogie Dual Rectifier Trem-O-Verb Combo Amp - 1974 Pignose Amp - Crate Amp - Pignose 7-100 | Efekty gitarowe: - Dunlop Crybaby Wah Pedal - Jimi Hendrix Fuzz Face Distortion Pedal - Maestro PS-1A Phase Shifter - TC Electronic Stereo Chorus Flanger |

## Filmografia
| Rok  | Tytuł                         | Rola                                    | Uwagi                                                              | Źr      |
| ---- | ----------------------------- | --------------------------------------- | ------------------------------------------------------------------ | ------- |
| 1988 | King 5 Documentary            | on sam, członek zespołu Alice in Chains | telewizyjny krótkometrażowy dokument o zespole Alice in Chains     | [ 304 ] |
| 1989 | Father Rock                   | on sam, członek zespołu Sleze           | film telewizyjny; nagrany w 1986, a premiera odbyła się w 1989     | [ 306 ] |
| 1991 | Cowboys from Hell: The Videos | on sam                                  | film dokumentalny o zespole Pantera                                | [ 307 ] |
| 1992 | Samotnicy                     | on sam, członek zespołu Alice in Chains | film obyczajowy                                                    | [ 308 ] |
| 1995 | The Nona Tapes                | on sam                                  | mockument wydany w celach promujących album Alice in Chains (1995) | [ 309 ] |
| 2011 | Pearl Jam Twenty              | on sam (zdj. archiwalne)                | film dokumentalny o zespole Pearl Jam                              | [ 311 ] |

## Styl wokalny i wizerunek sceniczny
Layne Staley nie posiadał wykształcenia muzycznego. W wieku 6 lub 7 lat ćwiczył śpiewanie do płyt The Beatles i Black Sabbath (szczególnie cenił debiutancki album z 1970), które znalazł w kolekcji rodziców. Mając 15 lat postanowił zawodowo zająć się śpiewaniem, mimo początkowego sceptycyzmu przyrodniego brata Kena Elmera, uważającego, że nie ma on dobrego głosu. W drugiej połowie lat 80., będąc członkiem zespołu Sleze, Staley przez pół roku ćwiczył do kopii taśm z nagranymi lekcjami śpiewu, przygotowanymi przez Tima Branoma, odpowiedzialnego za produkcję dema formacji. Zaoszczędziwszy pieniądze pobierał lekcje u profesjonalnego trenera śpiewu z Seattle – maestro Dona Kyle’a, którego uczniami byli m.in. Ann Wilson, Chris Cornell, Geoff Tate i Ronny Munroe. Po kilku odbytych lekcjach porzucił ćwiczenia, tłumacząc to niechęcią do systematycznego trenowania, stratą czasu, a także własnym lenistwem (w późniejszych latach uchodził w opinii producentów i inżynierów za sprawnego wokalistę studyjnego, nagrywającego swoje partie w pierwszym lub drugim podejściu).

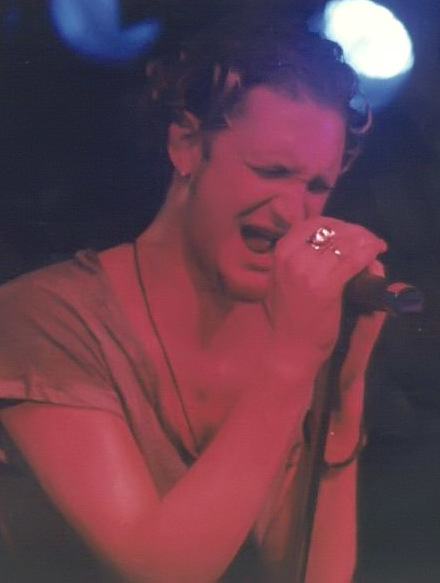
Staley w trakcie koncertu zespołu Alice in Chains (1992)

Nick Terzo, pełniący przez kilka lat funkcję A&R w Alice in Chains, uważał, że „jako wokalista, Layne miał potężną moc”. Staley posiadał szeroki zakres wokalny, który obejmował 4 oktawy i mieścił się w przedziale od Eb2 do A6. Charakteryzowany jest według standardowej klasyfikacji jako tenor dramatyczny. Dziennikarz Kyle Anderson, autor książki Accidental Revolution: The Story of Grunge (2007), pisał, że jego „głos pełen bólu, paranoi i desperacji był dostosowany do brzmienia Alice in Chains”. Greg Prato – autor biografii artysty w serwisie AllMusic – uważał, że niewielu wokalistów rockowych stworzyło „tak upiorne i niesamowite dzieło”. W jego ocenie Staley wykreował oryginalny styl wokalny, czerpiąc inspirację z artystów heavymetalowych (Alice Cooper, Ozzy Osbourne) i łącząc go z klasycznymi rockowymi muzykami pokroju Jima Morrisona. Mocny wokal Staleya kontrastował z jego szczupłą sylwetką. Cantrell przyznawał, że gdy po raz pierwszy usłyszał go na żywo, „brzmiał jak 150-kilowy harleyowiec, a nie chudy, mały Layne”.
Charakterystyczny styl wokalny Staleya, który stał się jego znakiem rozpoznawczym, został wypracowany w trakcie sesji do albumu Dirt (1992). Muzyk samodzielnie nawarstwiał swoje partie poprzez rejestrowanie dwóch lub trzech ścieżek wokalu w wielu interwałach. Technika zwana spiętrzonymi wokalami (ang. stacked vocals) była, zdaniem producenta Dave’a Jerdena, „całkowicie Layne’a – w utworze „Angry Chair” nagrał szesnaście ścieżek wokalu, które następnie potrojono zarówno dla śpiewu prowadzącego, jak i kilku pozostałych partii pomocniczych. Z kolei w kompozycji „God Smack” zastosował innowacyjne użycie swojego głosu jako instrumentu, śpiewając jeden z wersów w charakterystyczny „drżący” sposób, na wzór efektu tremolo. Staley potrafił umiejętnie operować głosem w utworach o różnorodnej budowie; począwszy od cięższego „Man in the Box”, gdzie – jak pisał Anderson – „w górnych rejestrach brzmiał, jakby był egzorcyzmowany z demonów” (charakterystyczne „przeciąganie” jest dobrze słyszalne również w „Sludge Factory”), przez „Junkhead”, w którym efektywnie przechodził ze spokojnego oraz niskiego vibrato do potężnego krzyku, zachowując przy tym pełną kontrolę nad wokalem i precyzyjnie uderzając w nuty, po spokojny „Nutshell”, prezentując uduchowione wykonanie, odzwierciedlające jego ból i nawiedzającą medytację o samotności i śmierci.
W pierwszych latach kariery muzycznej Staley – wraz z pozostałymi członkami Sleze, a następnie Alice N’ Chains – naśladował artystów kojarzonych z glam metalem, w szczególności Poison. Na koncertach muzycy korzystali z kredek do oczu i różu na policzkach. Jako frontman Sleze, Staley nosił na scenie elementy garderoby, które pożyczał od swej znajomej Lisy Ahern Rammell, w tym m.in. bezrękawniki, koronkowe rękawiczki, naszyjniki, szaliki i różowo-czarne spodnie ze spandexu. Ubierał również kapelusz kowbojski i kowbojki w trakcie wykonywania „Queen of the Rodeo” oraz wjeżdżał na scenę na trójkołowcu (nazywanym The Laynemobile), parodiując Roba Halforda z Judas Priest. Rammell, będąc fryzjerką, układała muzykom włosy i uczyła ich nakładania makijażu. Kompozycja „Glamorous Girls”, jak wspominał Staley, odnosiła się do fetyszu noszenia damskich ubrań.
Dołączywszy do Alice in Chains, zmienił wizerunek, ubierając razem z pozostałymi kolegami z zespołu – na wzór członków Soundgarden – koszule flanelowe i martensy. Był znany z noszenia biżuterii i kolczyków oraz częstego farbowania i zmieniania fryzur. Posiadał również dwa tatuaże – uśmiechniętą czaszkę w okularach przeciwsłonecznych i z fryzurą na wzór Elvisa Presleya na lewym ramieniu oraz wizerunek Jezusa z zszytymi powiekami (nawiązujący do postaci z wideoklipu „Man in the Box”) na plecach. Podobnie jak inni artyści, utożsamiani z nurtem grunge’owym, lubił nosić tanie ubrania, proste dżinsy i koszule flanelowe.
Podczas pierwszych koncertów Alice in Chains Staley zmagał się z tremą na scenie. Brian Brandes Brinkerhoff, recenzując za pośrednictwem branżowego „Kerrang!” występ zespołu przed Van Halen z września 1991, zwracał uwagę na zdystansowane zachowanie muzyka, pisząc, że „wokalista Layne Staley wydawał się żałować, że nie jest gdzie indziej. Podczas gdy Starr i Cantrell machali głowami i biczowali swoje włosy, Staley siedział z głową schowaną między ramionami, kiedy nie śpiewał”. Podczas koncertów wokalista nie miał w zwyczaju biegać po scenie; zamiast tego najczęściej stał przy mikrofonie i poruszał głową w rytm muzyki, bądź też wchodził na głośnik lub monitory podłogowe, kucał i pochylał się w stronę publiczności, przyjmując pozycję gargulca. „Layne Staley stał się prawdziwym bóstwem rock and rolla, chociaż jedynie stał na scenie, wyglądał na szczupłego i całkowicie naćpanego, ale śpiewał po prostu świetnie. To było wszystko, czego od niego wymagano, nic więcej i było to cholernie ekscytujące” – pisał Mörat w lutym 1993. Katherine Turman uważała, że wykorzystywał on swoją intensywną i wycofaną osobowość sceniczną, aby dodać jeszcze więcej mocy do słuchowych eksploracji wyobcowania i bólu Alice in Chains.

## Spuścizna

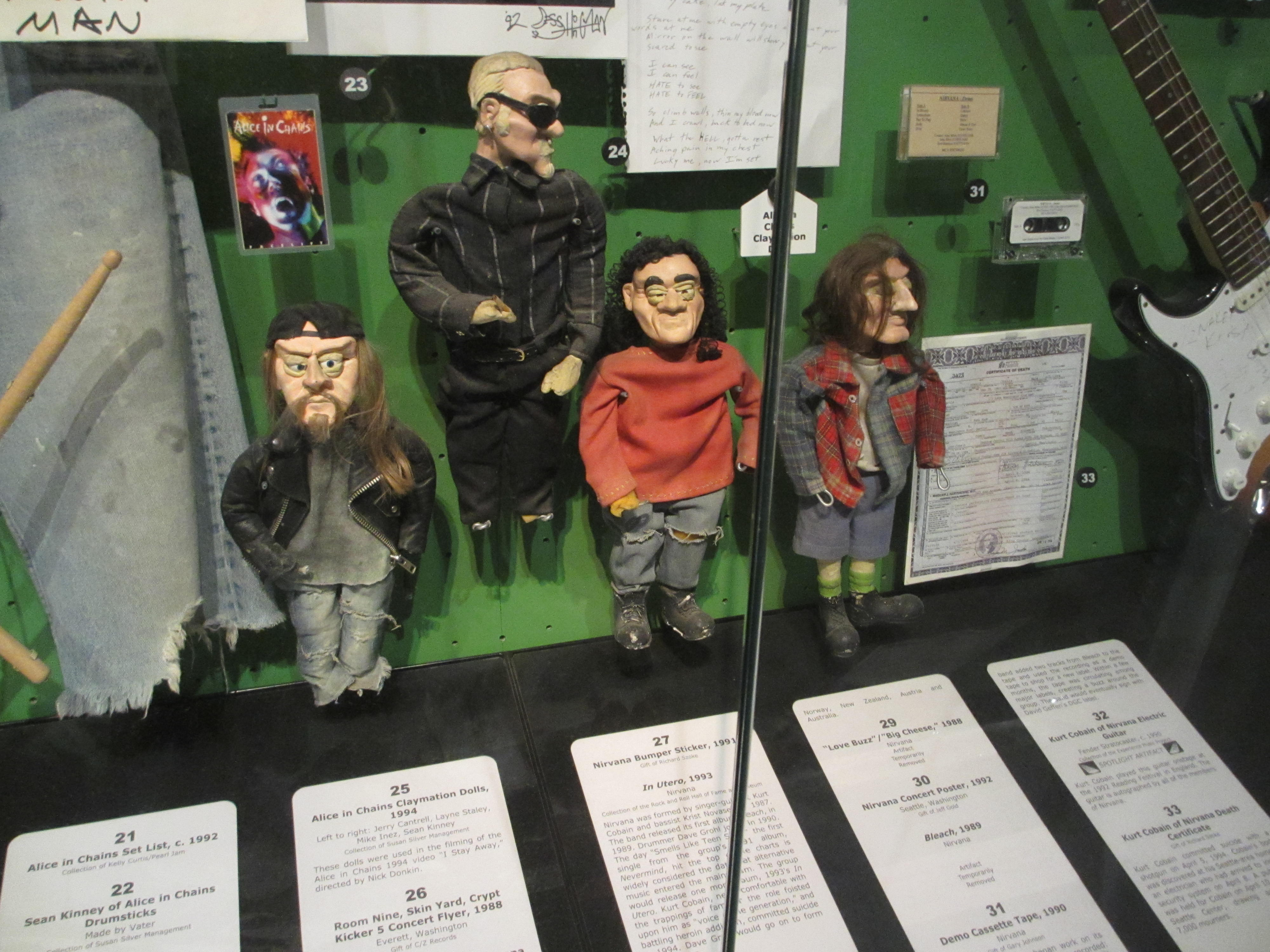
Figurki ukazujące muzyków Alice in Chains (w tym Staleya, druga od lewej) w Rock and Roll Hall of Fame (2013)

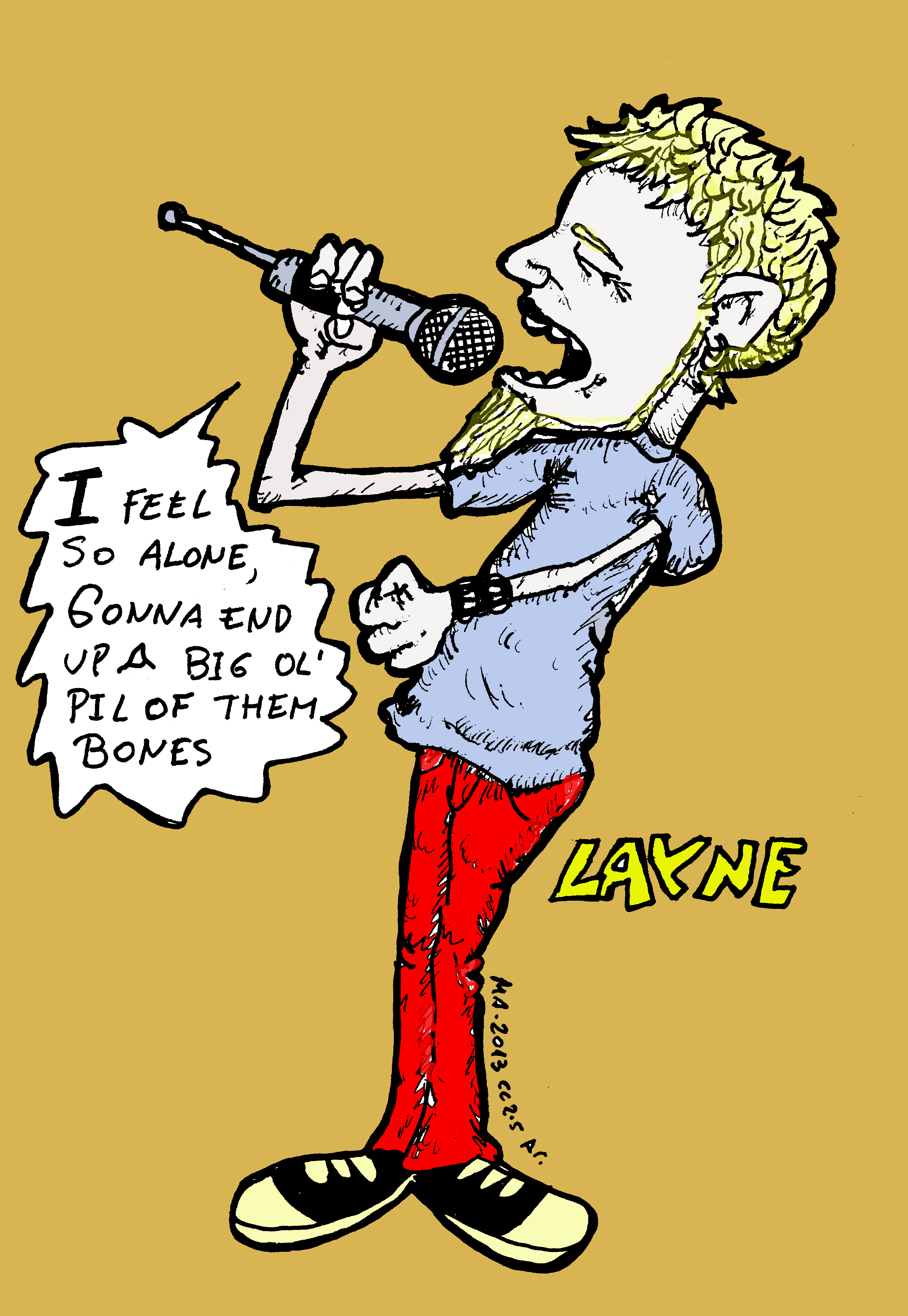
Grafika przedstawiająca Staleya śpiewającego „Them Bones”

Layne Staley uznawany jest za jednego z najbardziej wpływowych wokalistów swojego pokolenia. John Hill z czasopisma branżowego „Revolver” oceniał, że był on nieskończoną ilość razy naśladowany, jednak nikt nie był mu w stanie dorównać, co – zdaniem autora – czyni go jednym z największych wokalistów współczesnego rocka. Pomimo upływu lat, osoba Staleya wciąż stanowi inspirację dla nowego pokolenia artystów muzycznych oraz fanów. Kyle Anderson pisał, że „jak każdy wielki autor piosenek, Staley był w stanie wyrazić pełen zakres swojego życia wewnętrznego, zachowując jednocześnie podstawową estetykę. Jedynym innym facetem, który mógł przejść od zagłady do błogości, do melancholii i z powrotem, tak jak zrobił to Staley, był Kurt [Cobain]”.
W 2006 został on sklasyfikowany na 27. miejscu w rankingu „100 najlepszych metalowych wokalistów wszech czasów”, przygotowanym przez „Hit Parader”. Trzy lata później „Classic Rock” zamieścił nazwisko muzyka na 19. lokacie w zestawieniu „50 najlepszych wokalistów rockowych”. W 2012 redakcja nowojorskiego magazynu „Complex” zamieściła Staleya na 42. miejscu w rankingu „50 najlepszych wokalistów wszech czasów”. W 2016 branżowe czasopismo on-line Loudwire zestawiło go na 39. pozycji w rankingu „66 najlepszych hardrockowych i metalowych frontmanów wszech czasów”. W uzasadnieniu pisano, że „Staley zainspirował niezliczoną ilość wokalistów i przekroczył dość dzielące granice, które istniały wówczas między dwoma gatunkami [grunge’em i metalem]”. W 2020 Lauryn Schaffner z Loudwire uznała Staleya za „najbardziej wpływową ikonę grunge’u wszech czasów”. Swój wybór argumentowała tym, że artysta, lepiej niż ktokolwiek inny, potrafił sprawić, by słuchacze poczuli emocje tkwiące w mrocznej muzyce Seattle z tamtego okresu, dzięki jego osobistym doświadczeniom oraz uduchowionemu wykonaniu. Schaffner przyznała, że mimo iż Alice in Chains nadal kontynuuje swoją działalność, jej dziedzictwo zawsze będzie związane ze Staleyem i jego „ryczącym głosem”.
Po śmierci Staleya pamiątki należące do niego – w tym teksty i rysunki – wyceniano na sumy rzędu kilku tysięcy dolarów, z kolei dzienniki na dziesiątki tysięcy dolarów. Oryginalny rysunek, wykorzystany jako główna okładka albumu Above (1995) Mad Season, wraz z odręcznymi listami Staleya do wytwórni płytowej, został sprzedany na aukcji, która odbyła się w londyńskim Christie’s, za więcej niż 10 tys. dolarów.
Al Jourgensen, wokalista Ministry, uważał Staleya za „utalentowanego dzieciaka”. Anders Fridén, frontman In Flames, przyznawał: „Layne Staley był wielką inspiracją dla mnie na początku. Myślałem, że jego teksty są bardzo mroczne, ale były bardzo piękne i smutne”. Billy Corgan, lider The Smashing Pumpkins, wymieniał Staleya jako ulubionego wokalistę lat 90., dodając: „Layne miał niesamowity głos, który miał w sobie tak piękną, smutną, urzekającą jakość. Był inny, bo jego ciężkość była właśnie w tym głosie. Widziałem Alice in Chains podczas jednego z ich ostatnich występów, gdy otwierali koncert Kiss na Tiger Stadium. Grali na zewnątrz w pełnym słońcu i byli niezwykli. Wydaje mi się, że to właściwy sposób zapamiętania kogoś, kogo jest i będzie nam brakować”. Eddie Vedder, wokalista Pearl Jamu, wyznał: „Layne, kiedy grał muzykę, był jej częścią. W pewnym sensie to było to, co pozwoliło jego prawdziwej osobowości być miłym i niewinnym”.
Wokalista i gitarzysta Metalliki, James Hetfield, w rozmowie z dwutygodnikiem „Rolling Stone” przyznawał: „Wciąż nie wiem, dlaczego on wybrał tę drogę… gość z takim talentem”. Kirk Hammett  wymieniał Staleya jako jedną z głównych inspiracji do nagrania i nazwy albumu studyjnego Death Magnetic (2008). „Przyniosłem któregoś dnia zdjęcie Layne’a do studia. To zdjęcie było przez długi czas. Myślę, że wpłynęło na psychikę Jamesa”. Otep Shamaya, wokalistka zespołu Otep, wspomniała, że „Layne był wyjątkową istotą. Od potężnego głosu, przez liryczne mistrzostwo, po namiętne występy, był ikoną i legendą na długo przed odejściem z tej śmiertelnej spirali”. Tom Morello, będący dobrym przyjacielem Staleya od czasów Lollapaloozy w 1993, opisywał go jako „bystrego, zabawnego i niesamowicie utalentowanego piosenkarza, który stawał tam każdego gorącego letniego dnia we wspaniałym garniturze i śpiewał jak wściekły anioł”. Pozytywne opinie na temat talentu muzyka wyrażali również inni artyści, w tym Aaron Lewis, Corey Taylor, David Draiman, Ivan Moody, Mark Lanegan, Sammy Hagar i Sully Erna.
W 10. rocznicę śmierci Staleya, amerykański miesięcznik „The Atlantic Monthly” opublikował artykuł autorstwa Davida de Soli, w którym dziennikarz pisał:
Scena muzyczna Seattle przemieniła muzykę rockową w pierwszej połowie lat 90. XX wieku, za sprawą czterech wspaniałych wokalistów. Mimo iż wywodzili się z jednego nurtu, reprezentowali odmienne style wokalne. Cechą charakterystyczną Kurta Cobaina było łączenie dynamiki i krzykliwego stylu z melodyjnymi utworami. Chris Cornell dysponował wysokim wokalem, pozwalającym na umieszczenie go w czasach Roberta Planta czy też Freddiego Mercury’ego. Eddie Vedder połączył naturalny baryton z punkową żywiołowością, coś spod znaku Jima Morrisona. Ale Staley brzmiał jak nikt inny. Jego zdolność do projekcji siły, jak i również wyjątkowe umiejętności tworzenia zharmonizowanych linii wokalnych z gitarzystą Jerrym Cantrellem, stały się inspiracją dla wielu muzyków, a także jedną z głównych marek Alice in Chains.

### Upamiętnienie
W 1995 ukazał się czwarty album studyjny Mudhoney – My Brother the Cow, w którym Staley stał się pierwowzorem dla Stana w utworze „Into Your Shtik”, zmarnowanej gwiazdy rocka, uciekającej z odwyku.
Drugi solowy album studyjny Cantrella – Degradation Trip (2002) – został w całości poświęcony pamięci Staleya. Zespół Cold nagrał utwór „The Day Seattle Died”, zawarty na albumie Year of the Spider z 2003, jako wyraz hołdu dla Staleya i Cobaina, jednych z głównych przedstawicieli grunge’u. Pamięci wokalisty grupa Staind napisała utwór „Layne”, zamieszczony na albumie studyjnym 14 Shades of Grey (2003). Eddie Vedder jako jeden z pierwszych zareagował na śmierć Staleya i skomponował utwór „4/20/02” (tytuł wziął się od daty, w której muzyk dowiedział się o zgonie Staleya i czasie kiedy ją napisał). Kompozycja znalazła się na kompilacji Pearl Jamu Lost Dogs (2003) w postaci ukrytego utworu.
Frontman Black Label Society, Zakk Wylde, nagrał z zespołem utwór „Layne”, który ukazał się na albumie studyjnym Hangover Music Vol. VI (2004). Wokalistka Babes in Toyland, Kat Bjelland, napisała w hołdzie dla Staleya kompozycję „Layne to Rest”, zawartą na albumie formacji Katastrophy Wife – All Kneel (2004). Zespół Theory of a Deadman skomponował utwór „Shadow”, poświęcony wokaliście. Kompozycja „Bleeding the Orchid” The Smashing Pumpkins z albumu Zeitgeist (2007), została zainspirowana śmiercią Staleya.  Metallica, ku jego pamięci, napisała utwór „Shine” – przemianowany na „Just a Bullet Away” lub „Rebel of Babylon” trafił na minialbum Beyond Magnetic (2011). Piosenkarz Hank Williams III, wnuk Hanka Williamsa, pamięci muzyka zadedykował album Attention Deficit Domination (2011).
Również muzycy Alice in Chains oddali cześć wokaliście, nagrywając przy gościnnym udziale Eltona Johna akustyczną balladę „Black Gives Way to Blue” na album o tej samej nazwie (2009). Kompozycję „Never Fade” z albumu Rainier Fog (2018) Alice in Chains – którego motyw przewodni opiera się na scenie grunge’owej i wspomnieniu zmarłych artystów, w tym Cornella, Staleya i Starra – William DuVall napisał w hołdzie dla swojej babci, Cornella oraz Staleya. Również tytułowy singel nawiązuje do zmarłych członków Alice in Chains – Staleya i Starra. Nancy Wilson, gitarzystka Heart, pod koniec lat 90. napisała utwór „The Dragon”, argumentując: „Wciąż był z nami, gdy to pisałam, ale wszyscy wiedzieli, że ta chwila się zbliża […] To była przestroga: «Nie idź tam, Layne! Przestań!»”. W 2017 znalazł się on na debiutanckiej płycie First Things First zespołu Wilson – Roadcase Royale, natomiast w 2021 przerobiona wersja trafiła na solowy album artystki – You and Me.
Gliniane figurki przedstawiające Staleya i pozostałych muzyków Alice in Chains (wykorzystane w teledysku do singla „I Stay Away” z 1994), mieszczą się w siedzibie Rock and Roll Hall of Fame w Cleveland w stanie Ohio. Pamiątkowy mural z wizerunkiem wokalisty znajduje się m.in. w Doboj w Bośni i Hercegowinie. Artysta Desmond Hansen stworzył na sygnalizatorach drogowych rozmieszczonych w Seattle portrety, będące hołdem dla ważnych ikon związanych z miastem, w tym Bruce’a Lee, Chrisa Cornella, Jimiego Hendriksa, Kurta Cobaina i Staleya.
Proklamacją burmistrz Seattle, Jenny Durkan, 22 sierpnia 2019 (52. rocznica urodzin muzyka) ogłoszono w mieście „dniem Layne’a Staleya”, aby przypomnieć jego wkład w świat muzyki oraz zwrócić uwagę na fundację imienia wokalisty, która pomaga ludziom w walce z nałogiem narkotykowym i zapewnia im opiekę.

### Kontrowersje
W kwietniu 2000 argentyńska dziennikarka Adriana Rubio udała się do Seattle z zamiarem odnalezienia wokalisty i napisania książki o nim. Po nieudanej próbie, we wrześniu ponowiła podróż, spotykając się z matką Staleya, Nancy McCallum, i jego siostrą „Liz” Coats. Muzyk, dowiedziawszy się o tym, nie był zadowolony z faktu nawiązania przez rodzinę współpracy z pisarką i odmówił udziału w przedsięwzięciu. W czerwcu 2001 Rubio po raz drugi spotykała się z McCallum i Coats na kilkudniowych wywiadach w Seattle i w Haines na Alasce, gdzie matka artysty mieszkała w owym czasie. Książka Layne Staley: Angry Chair – A Look Inside the Heart and Soul of an Incredible Musician ukazała się w czerwcu 2003 i zawierała m.in. zapis wywiadu, jakiego muzyk miał udzielić autorce 3 lutego 2002 przez telefon. David de Sola, przeanalizowawszy książkę Rubio i jej zaktualizowaną drugą część Layne Staley: Get Born Again (2006), twierdził, że wspomniany wywiad nigdy nie miał miejsca, a był jedynie wymysłem Rubio. Prowadząc badania, analizował on m.in. długość samego wywiadu, zapoznawał się w archiwalnych wywiadach ze stylem mówienia i doborem słów przez Staleya oraz rodzajem tematów, które podejmował w dyskusji. Rodzina wokalisty wyparła się książki Rubio po publikacji.
Rubio i John Brandon planowali realizację filmu biograficznego Layne Staley: Get Born Again. Produkcję przerwała interwencja kancelarii prawnej reprezentującej zespół Alice in Chains, żądając wstrzymania prac  ponieważ „dzieło literackie, na którym opierał się projekt, zawierało wprowadzające w błąd informacje o naszych klientach i przedstawiało ich w negatywnym i fałszywym świetle”.